# Budismo tibetano
El budismo tibetano, también conocido como lamaísmo, budismo vajrayāna, budismo tántrico o budismo indo-tibetano, es el budismo que se desarrolló en los Himalayas. Esta forma de budismo es seguida por el 6 % de todos los budistas, siendo una de las escuelas budistas más practicadas y una de las mejor conocidas en Occidente.
Además de las prácticas clásicas budistas de Mahayana como las seis perfecciones, el budismo tibetano también incluye prácticas tántricas, como el yoga de la deidad y los seis yogas de Naropa. Su principal objetivo es la budeidad. El lenguaje principal del estudio de las escrituras en esta tradición es el tibetano.
El budismo tibetano está presente en Bután, Mongolia, Nepal, varias regiones de la República Popular de China (como Tíbet y Manchuria), varias regiones de la Federación Rusa (Buriatia, Kalmukia y Tuvá) y varias regiones de la India (como Ladakh, Sikkim y diversos municipios de los Himalayas indios como Dharamsala).
Al tener unos 20 millones de seguidores, mayoritarios en diferentes países y regiones autónomas, es una de las ramas más grandes e importantes del budismo.
Asociado a este tipo de budismo aparece la figura del lama, que puede ser laico o monástico. En la clásica división del budismo entre monjes y laicos, los lamas tibetanos suponen una figura con relevancia no solo religiosa sino que fueron centro de la vida social y económica de Tíbet.

## Nombre
En el Tíbet, el término para la persona budista es ནང་པ་ nang-pa (/naŋ˩˧.pa˥˥/), de nang 'interior' y -pa, sufijo nominalizador de persona, es decir, 'persona que busca en el interior'. El término para el budismo en sí es ནང་བསྟན nang-bstan (/naŋ˩˧.tɛ̃˥˥/) 'las enseñanzas del interior [de uno mismo]', o bien nang pa sangs rgyas pa'i chos 'el Dharma de Buda de las personas de dentro'. Esto se contrasta con otras formas de religión organizada, que se denominan chos lugs (sistema dhármico), por ejemplo, el cristianismo se denomina Yi shu'i chos lugs (sistema dhármico de Jesús).
Los occidentales se dirigieron inicialmente a China en busca de un entendimiento del budismo tibetano. Allí el término usado fue Lamaismo (lama jiao) para distinguirlo del budismo chino tradicional (fo jiao). El término fue tomado por eruditos occidentales, incluido Hegel, ya en 1822. En la medida en que implica una discontinuidad entre el budismo indio y tibetano, el término ha sido desacreditado.
Otro término, "Vajrayāna" (Tib. dorje tegpa) se usa ocasionalmente para el budismo tibetano. Más precisamente, Vajrayāna significa un cierto subconjunto de prácticas y tradiciones que no solo son parte del budismo tibetano, sino que también son prominentes en otras tradiciones budistas.
En el oeste, el término "budismo indo-tibetano" se ha vuelto actual, en reconocimiento de su derivación de las últimas etapas del desarrollo budista en el norte de la India.

## Doctrina
El budismo tibetano sostiene las enseñanzas budistas clásicas como las cuatro nobles verdades (Tib. Pakpé denpa shyi), anatman (no-yo, bdag med), los cinco agregados (phung po) karma y renacimiento, y el surgimiento dependiente (rten cing 'brel bar 'byung ba). También sostienen otras doctrinas budistas asociadas con el budismo Mahāyāna (theg pa chen po), así como la tradición tántrica de Vajrayāna.

### Budeidad y bodhisattvas

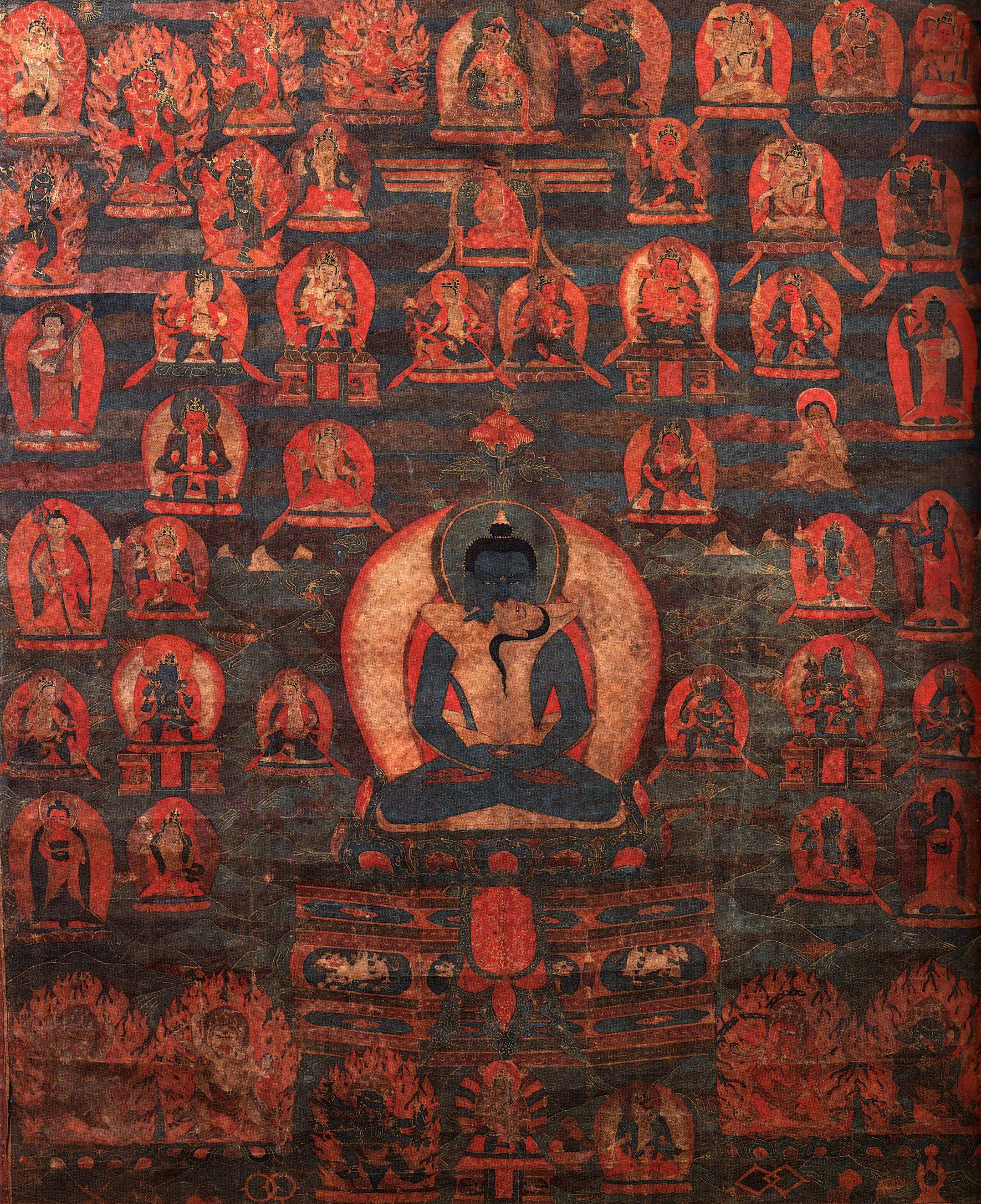
Buda Samantabhadra, con su consorte Samantabhadri, rodeado de numerosas deidades pacíficas y feroces.

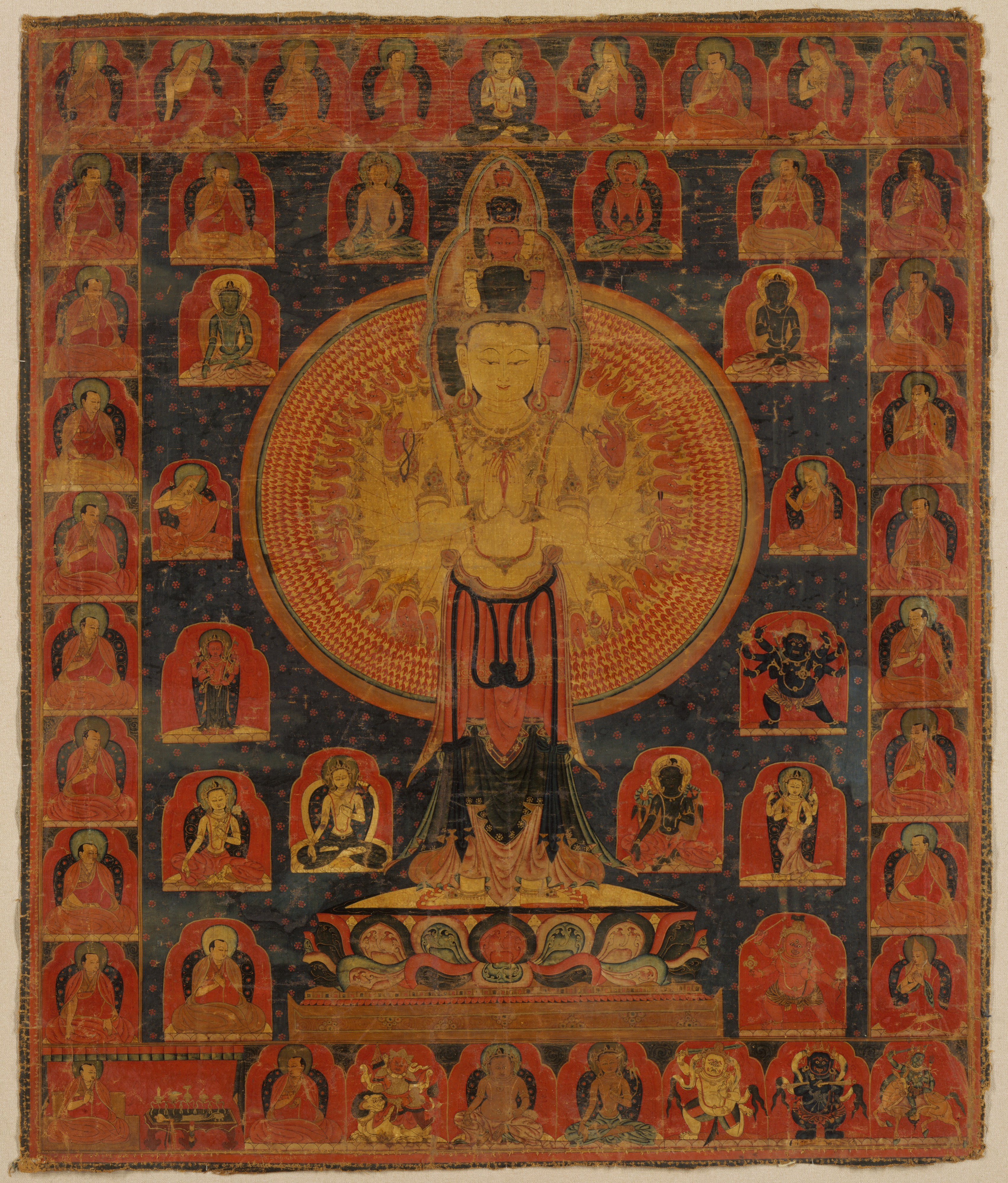
El bodhisattva Chenrezig (Avalokiteshvara), en su forma de once cabezas y mil brazos que significan su compasión.

El budismo tibetano mantiene el objetivo del Mahāyāna, que es lograr la budeidad para ayudar a todos los seres a alcanzar este estado de la manera más eficiente. Esta motivación se llama bodhicitta, una intención altruista dirigida a la budeidad. Los bodhisattvas (Tib. jangchup semba, literalmente "héroes del despertar") son seres venerados que dedican su existencia a este camino.
Bodhisattvas ampliamente venerados en el budismo tibetano incluyen Avalokiteshvara, Manjushri, Vajrapani, Vajrasattva y Tara. Los budas más importantes son Sakyamuni, los cinco budas del mandala Vajradhatu (Vairocana, Akshobhya, Amitābha, Amoghasiddhi, y Ratnasambhava), así como el Adi-Buda (primer Buda), llamado Vajradhara o Samantabhadra.
En el budismo tibetano, la budeidad se define como un estado libre de obstrucciones a la liberación y a la omnisciencia (sarvajñana). Cuando uno se libera de todos los oscurecimientos mentales, se dice que alcanza un estado de felicidad continua mezclado con un conocimiento simultáneo del shunyata, la verdadera naturaleza de la realidad. En este estado, se eliminan todas las limitaciones en la capacidad de uno para ayudar a otros seres vivos. El budismo tibetano afirma que enseña métodos para alcanzar la Budeidad más rápidamente (el camino Vajrayāna).
Un esquema importante que se usa para comprender la naturaleza de la budeidad es la doctrina Trikaya (Tres cuerpos) que sostiene que la budeidad consiste en tres kāyas o cuerpos:
- El Dharmakāya, también conocido como la naturaleza búdica, o cuerpo de la verdad, que significa la verdadera naturaleza de la última realidad, shunyata y el principio mismo de despertar que no tiene forma ni límite.
- El Saṃbhogakāya, un cuerpo puro y espiritual de bienaventuranza y manifestación de luz clara.
- El Nirmāṇakāya, la encarnación humana de los budas, sus cuerpos que se manifiestan en el tiempo y el espacio.[17]

### El camino del bodhisattva

#### Cinco caminos
Un esquema central para el avance espiritual utilizado en el budismo tibetano es el de los cinco caminos (Skt. Pañcamārga; Tib. Lam nga) que son:
1. El camino de la acumulación: en el que uno recoge sabiduría y mérito, genera bodichita, cultiva los cuatro fundamentos de la atención plena (satipatthana) y el esfuerzo correcto (los "cuatro abandonos").
2. El camino de la preparación: se alcanza cuando uno llega a la unión de samatha y vipasyana y se familiariza con shunyata o vacuidad.
3. El camino de la vista: uno percibe shunyata directamente, todos los pensamientos del sujeto y del objeto se superan, y uno se convierte en un arya (un ser noble e illuminado).
4. El camino de la meditación: uno remueve trazas más sutiles de la mente y perfecciona la comprensión.
5. El camino de no más aprendizaje: que culmina en la budeidad.

El esquema de los cinco caminos a menudo se elabora y se combina con el concepto de los niveles de bodhisattva (bhumis). 

#### Lamrim
Lamrim ("etapas del camino") es un esquema para presentar las etapas de la práctica espiritual. En la historia del budismo tibetano ha habido muchas versiones diferentes de lamrim, presentadas por diferentes maestros de las escuelas Nyingma, Kagyu y Gelug. Sin embargo, todas las versiones de lamrim son elaboraciones del texto raíz de Atiśa "Una lámpara para el camino del despertar" (Bodhipathapradīpa).
El sistema de lamrim de Atisha generalmente divide a los practicantes en los de ámbitos o actitudes menores, intermedios y superiores, y describe las prácticas y meditaciones de una manera progresiva utilizando este esquema.
A pesar de que los varios textos lamrim cubren las mismas áreas temáticas, las materias dentro de ellos pueden organizarse de diferentes maneras y con diferentes énfasis según la escuela y la tradición a la que pertenezcan. Gampopa y Tsongkhapa expandieron el breve texto raíz de Atiśa en un extenso sistema para comprender toda la filosofía budista. De esta manera, los temas como el karma, el renacimiento, el vacío y la práctica de la meditación se explican gradualmente en un orden lógico y progresivo.

### Budismo vajrayāna

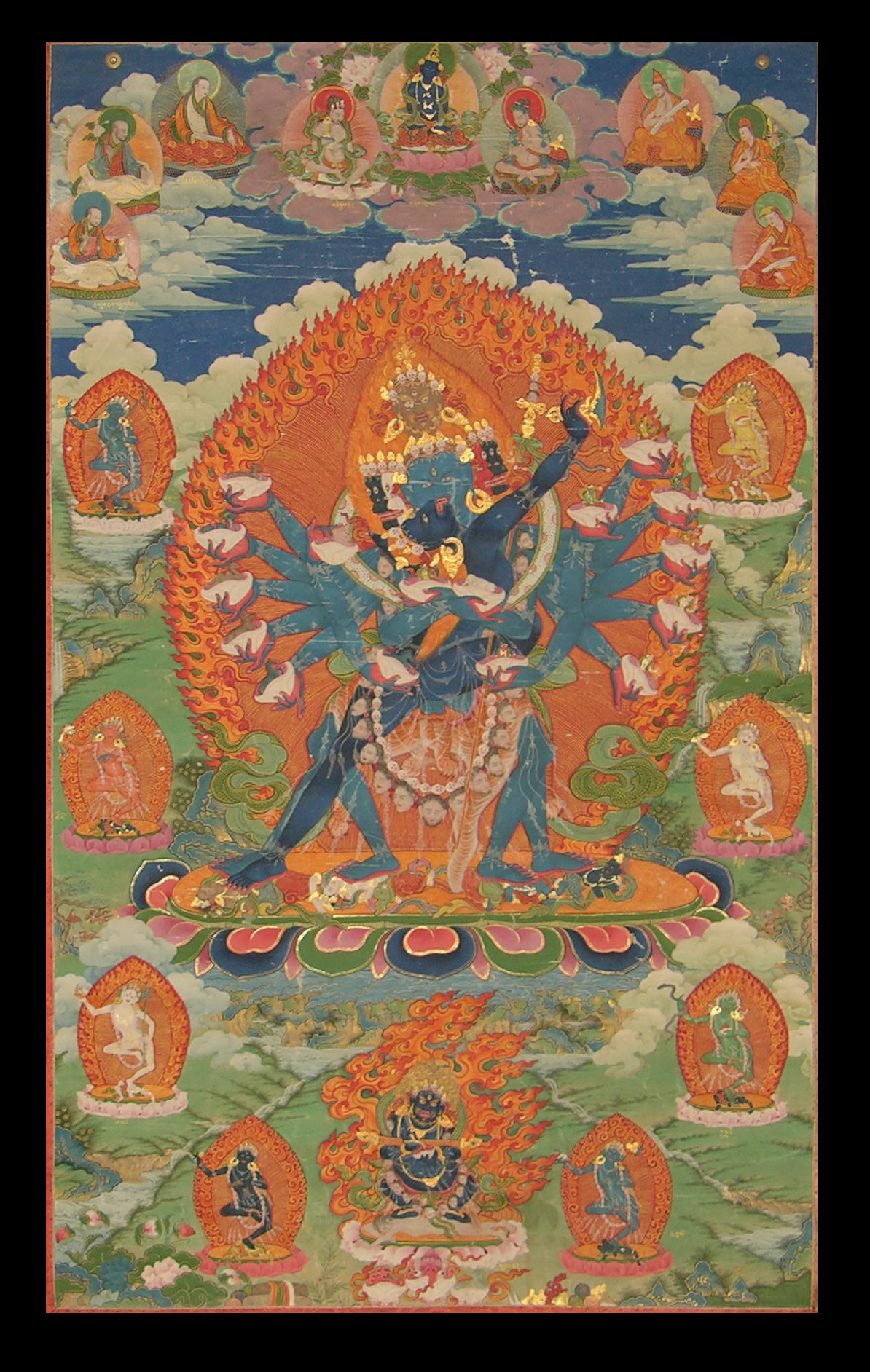
Una representación de las figuras tántricas Hevajra y Nairātmyā, Tíbet, siglo.

El budismo tibetano incluye las prácticas de Vajrayāna (vehículo del Vajra), "Mantra secreto" (Skt. Guhyamantra) o budismo tántrico, que se basa en los textos conocidos como "Tantras" (que datan de alrededor del siglo VII EC).
Tantra (rgyud) generalmente se refiere a formas de práctica religiosa que enfatizan el uso de visualizaciones, ideas, símbolos y rituales únicos para la transformación espiritual. Vajrayāna es visto en budismo tibetano como el vehículo más rápido y poderoso para la iluminación porque contiene muchos medios hábiles (Skt. upaya).
Un elemento importante de la práctica tántrica son las deidades tántricas y sus mandalas. Estas deidades vienen en formas pacíficas y feroces.
Los textos tántricos también afirman el uso de los placeres de los sentidos y otras impurezas en el ritual tántrico como un camino hacia la iluminación, en oposición a otros sectas budistas que afirma que uno debe renunciar a todos los placeres. Estas prácticas se basan en la teoría de la transformación que establece que los factores mentales negativos y sensuales se pueden cultivar y transformar ritualmente.
Otro elemento de los Tantras es el uso de prácticas transgresivas, como el consumo de sustancias tabú, como el alcohol o el yoga sexual. Si bien en muchos casos estas transgresiones fueron interpretadas simbólicamente, en otros casos se practican literalmente.

### Filosofía

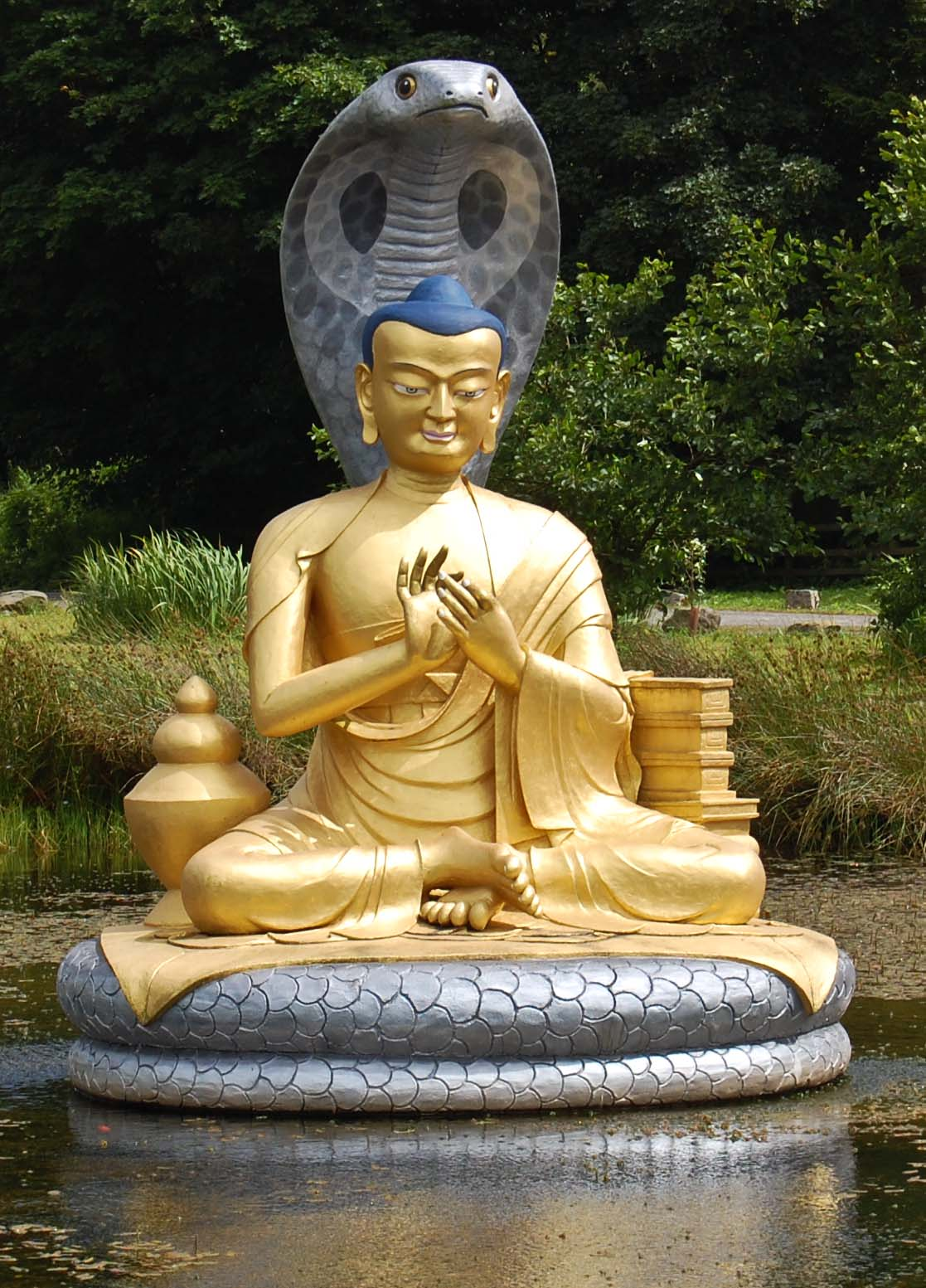
Estatua de Nagarjuna, uno de los filósofos más importantes para el pensamiento budista tibetano, en Samye Ling (Escocia).

Madhyamaka, también llamada shunyavada (la doctrina de la vacuidad) es la filosofía budista dominante del budismo tibetano y, en general, se ve como la visión más alta, pero también se interpreta de varias maneras. Shunyata, la verdadera naturaleza de la realidad, es la ausencia de existencia inherente (svabhava) de todas las cosas.
La filosofía budista se estudia generalmente mediante el uso de un esquema denominado "cuatro sistemas filosóficos" (drubta shyi), aunque diferentes escuelas pueden agregar otros puntos de vista, la filosofía "shentong" que se desarrolló en el Tíbet.
Dos de estos sistemas pertenecen al camino denominado Hinayana y se basan en dos principales sectas budistas indias. En la escolástica tibetana, se derivan principalmente del Abhidharma-kośa de Vasubandhu No incluyen Theravada:
- Vaibhāṣika (wylie: bye brag smra ba). Este sistema afirma una visión atomística de la realidad, así como la idea que los objetos externos se perciben directamente.[28]
- Sautrāntika (wylie: mdo sde pa). A diferencia de Vaibhāṣika, este punto de vista sostiene que no percibimos directamente el mundo externo, solo las formas fenomenales causadas por los objetos y nuestros sentidos.[28]

Los otros dos se basan en escuelas de pensamiento Mahayana de la India:
- Yogācāra, también llamado Cittamātra "solo mente" (wylie: sems-tsam-pa). Los yogacārins basan sus puntos de vista en los textos de Maitreya, Asaṅga y Vasubandhu. Yogacara se interpreta a menudo como una forma de idealismo.[28]
- Madhyamaka (wylie: dbu-ma-pa). La filosofía de Nāgārjuna y Āryadeva, que afirma que todo está vacío de esencia (svabhava) y, en última instancia, está más allá de los conceptos.[28] En el Tíbet, la mayoría de los debates filosóficos se centran en los puntos más finos de esta tradición y, a veces, se dividen en diferentes subcategorías, tales como:

- Rangtong, un término introducido por Dolpopa, que rechaza cualquier yo o naturaleza existente. Esto incluye:

- Svatantrika, una forma de Madhyamaka que expone la teoría de la vacuidad a través del uso del silogísmo autónomo (svātantra), incluye las subcategorías de:

- Sautrantika Svātantrika Madhyamaka, asociado con Bhāviveka
- Yogācāra Svātantrika Madhyamaka, asociado con Śāntarakṣita y Kamalaśīla, las enseñanzas budistas más antiguas introducidas en el Tíbet que mezclan el sistema Yogācāra con Madhyamaka.

- Prasaṅgika, basado en Buddhapālita and Candrakīrti. Se basa únicamente en un método filosófico de reductio ad absurdum. Esto generalmente se considera como la perspectiva más alta en la mayoría de las presentaciones escolares tibetanas. Se interpreta de diferentes maneras entre los diversos filósofos y escuelas.

- Shentong, sistematizado por Dolpopa y basado en enseñanzas de la naturaleza búdica e influenciado por Yogācāra. Afirma que la realidad última no está vacía de su verdadera naturaleza luminosa. Este enfoque es dominante en la escuela Jonang, y también se puede encontrar en la tradición Kagyu pero se opone con vehemencia en la escuela Gelug.

Esta exposición sistemática se utiliza en monasterios y colegios para enseñar filosofía budista de manera progresiva, y cada visión filosófica se considera más sutil que su predecesora.
La filosofía de Dzogchen es otra tradición diferente, que se encuentra en la escuela Nyingma. A veces se interpreta desde una perspectiva Yogacara-Madhyamaka, pero a veces se ve como su propia visión filosófica que es más alta que Madhyamaka.

## Textos y estudio

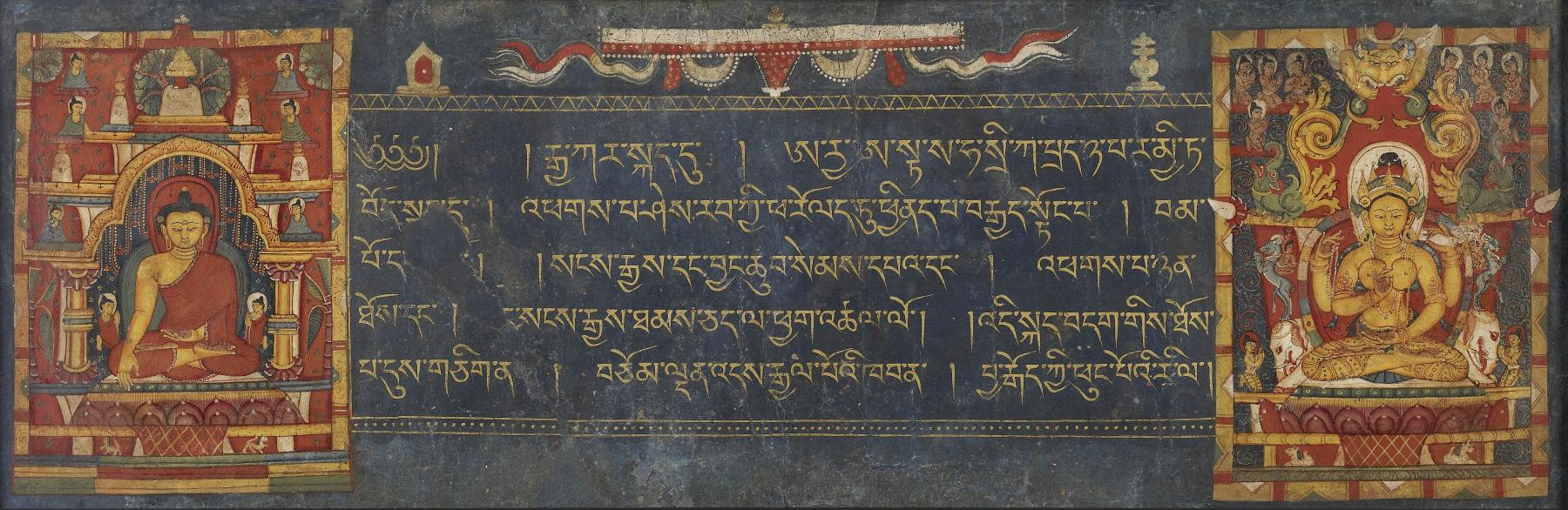
Una hoja de un manuscrito de Prajñāpāramitā (Perfección de la Sabiduría).

El estudio de textos principales indios es fundamental para la educación superior en las escuelas del budismo tibetano. Se espera la memorización de textos clásicos, así como otros textos rituales, como parte de la educación monástica tradicional. Otra parte importante de la educación religiosa es la práctica del debate formalizado.
El canon tibetano se finalizó principalmente en el siglo XIII y se dividió en dos partes, el Kangyur (que contiene sutras y tantras) y el Tengyur (que contiene shastras y comentarios). La escuela Nyingma también mantiene una colección separada de textos llamada Nyingma Gyubum, reunida por Ratna Lingpa en el siglo XV y revisada por Jigme Lingpa.
Entre los tibetanos, el idioma principal de estudio es el tibetano clásico; sin embargo, el canon budista tibetano también se tradujo a otros idiomas, como el mongol y el manchú. Durante las dinastías Yuan, Ming y Qing, muchos textos del canon tibetano también se tradujeron al chino.
Numerosos textos también han sido traducidos recientemente a idiomas occidentales por académicos y practicantes budistas occidentales.

### Sutras
Los sutras más estudiados en el budismo tibetano son textos Mahayana, como la perfección de la sabiduría o los sutras Prajñāpāramitā, y otros como el Saṃdhinirmocana-sūtra y el Samādhirāja Sūtra.

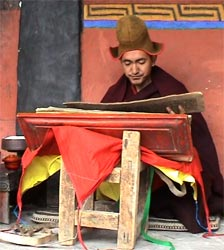
Gueshe Konchog Wangdu leyendo el Kangyur.

### Shastras
El estudio de los textos budistas indios llamados shastras (tratados) es fundamental para la escolástica budista tibetana. Desde finales del siglo XI, las universidades monásticas tibetanas tradicionales generalmente organizaron el estudio exotérico del budismo en "cinco grandes tradiciones textuales" (zhungchen-nga).
1. Abhidharma
  - Asanga - Abhidharma-samuccaya
  - Vasubandhu - Abhidharma-kośa
2. Prajnaparamita (Perfección de la Sabiduría)
  - Abhisamayalankara
  - Shantideva - Bodhisattvacaryāvatāra
3. Madhyamaka (Centrismo)
  - Nagarjuna - Mūlamadhyamakakārikā
  - Aryadeva - Catuhsataka
  - Candrakīrti - Madhyamakāvatāra
  - Śāntarakṣita - Madhyamākalaṃkāra
  - Shantideva - Bodhisattvacaryāvatāra
4. Pramana (Epistemología)
  - Dharmakirti - Pramāṇavarttika
  - Dignāga - Pramāṇa-samuccaya
5. Vinaya (Regla monástica)
  - Gunaprabha - Vinayamula Sutra

También son de gran importancia los "Cinco tratados de Maitreya", que incluyen el influyente Ratnagotravibhāga (Uttaratantra), un compendio de la literatura tathāgatagarbha, y el Mahayanasutralankara, un texto sobre el camino Mahayana. 
El Yogācārabhūmi-Śāstra y el Bhāvanākrama de Kamalaśīla, son las principales fuentes de la práctica de meditación.
Si bien los textos indios son a menudo centrales, el material original de los gran estudiosos tibetanos también se estudia ampliamente y se recopila en ediciones llamadas sungbum. Los comentarios e interpretaciones que se utilizan difieren según la tradición. La escuela Gelug, por ejemplo, utiliza las escrituras de Tsongkhapa, mientras que otras escuelas siguen los pensadores del movimiento Rimé como Jamgon Kongtrul y Jamgon Ju Mipham Gyatso y los líderes pasados de su linaje como Sakya Pandita para la escuela Sakya y el 8.º Karmapa Migyur Dorje para la escuela Karma Kagyu.

### Literatura tántrica
En el budismo tibetano, los tantras budistas se dividen en cuatro o seis categorías, con varias subcategorías. 
En las escuelas de la "Nueva traducción," (Sarma) la división es:
- Kriyayoga - Estos tienen un énfasis en la purificación y los actos rituales e incluyen textos como el Mañjuśrīmūlakalpa.

- Charyayoga - Contiene "un equilibrio entre las actividades externas y las prácticas internas", refiriéndose principalmente al Mahāvairocana Abhisaṃbodhi Tantra.

- Yogatantra - Se ocupa principalmente de las técnicas internas de yoga e incluye el Tattvasaṃgraha Tantra.

- Anuttarayogatantra - Contiene técnicas más avanzadas, como prácticas del cuerpo sutil y deidades feroz, y se subdivide en: 
  - Tantras Madre, que enfatizan las prácticas del cuerpo ilusorio y la etapa de finalización e incluye el tantra Guhyasamaja y el tantra Yamantaka.
  - Tantras Padre, que enfatiza la etapa de desarrollo y la mente de luz clara e incluye el Hevajra Tantra y Cakrasamvara Tantra.
  - Tantras no-duales, que equilibran los elementos anteriores y se refieren principalmente al Kalacakra Tantra

En Nyingma, la división es en tantras externos (Kriyayoga, Charyayoga, Yogatantra); y los tantras internos (Mahayoga, Anuyoga, Atiyoga o Dzogchen), que corresponden al Anuttarayogatantra. Para la escuela Nyingma, los tantras importantes incluyen el Guhyagarbha tantra, el Guhyasamaja tantra, el Kulayarāja tantra y los 17 Dzogchen tantras.
Es importante tener en cuenta que los propios tantras raíz son casi ininteligibles sin los diversos comentarios de la India y el Tíbet, por lo tanto, nunca se estudian sin el uso de estos comentarios.

## Prácticas
En el budismo tibetano, las prácticas generalmente se clasifican como Sutra (o Pāramitāyāna) o Tantra (Vajrayāna o Mantrayāna), aunque exactamente lo que constituye cada categoría es un tema de debate entre los diversos linajes. De acuerdo con Tsongkhapa (y por lo tanto para la escuela Gelug) por ejemplo, lo que separa al Tantra del Sutra es la práctica de la yoga de deidades.
Si bien en general se sostiene que las prácticas de Vajrayāna no están incluidas en Sutrayāna, todas las prácticas de Sutrayāna son comunes a la práctica de Vajrayāna. Tradicionalmente, se considera que Vajrayāna es un camino más poderoso y eficaz, pero potencialmente más difícil y peligroso, por lo que solo debe ser practicado por estudiantes avanzados que han establecido una base sólida en otras prácticas.

### Pāramitā
Las Pāramitās (perfecciones, virtudes trascendentes) es un conjunto clave de virtudes que constituyen las principales prácticas de un bodhisattva: 
1. Dāna pāramitā: generosidad (Tibetano: སབྱིན་པ sbyin-pa)
2. Śīla pāramitā: virtud, moralidad, disciplina, conducta propia (ཚུལ་ཁྲིམས tshul-khrims)
3. Kṣānti pāramitā: paciencia, tolerancia, aceptación (བཟོད་པ bzod-pa)
4. Vīrya pāramitā: energía, diligencia, vigor, esfuerzo (བརྩོན་འགྲུས brtson-’grus)
5. Dhyāna pāramitā: absorción meditativa(བསམ་གཏན bsam-gtan)
6. Prajñā pāramitā: sabiduría (ཤེས་རབ shes-rab)

La práctica de Dāna (dar) mientras se refiere tradicionalmente a las ofrendas de comida a los monásticos también puede referirse a la ofrenda ritual de agua, incienso, lámparas de mantequilla y flores a los Budas y Bodhisattvas en un altar o altar del hogar. También se ofrecen ofrendas similares a otros seres como a dakinis, deidades protectoras, divinidades locales, etc.
Al igual que otras formas del budismo mahayana, la práctica de los cinco preceptos y los votos del bodhisattva es parte de la práctica moral (sila) budista tibetana. Además de estos, también hay numerosos conjuntos de votos tántricos, denominados samaya, que se dan como parte de las iniciaciones tántricas.
Las prácticas de compasión (karuṇā) también son particularmente importantes en el budismo tibetano. Uno de los principales textos autorizados sobre el camino del bodhisattva es el Bodhisattvacaryāvatāra de Shantideva. Una meditación de compasión popular en el budismo tibetano es tonglen (enviar y recibir amor y sufrimiento, respectivamente). Las prácticas asociadas con Chenrezig (Avalokiteshvara) también están relacionadas con la compasión.

### Dhyāna-śamatha y vipaśyanā

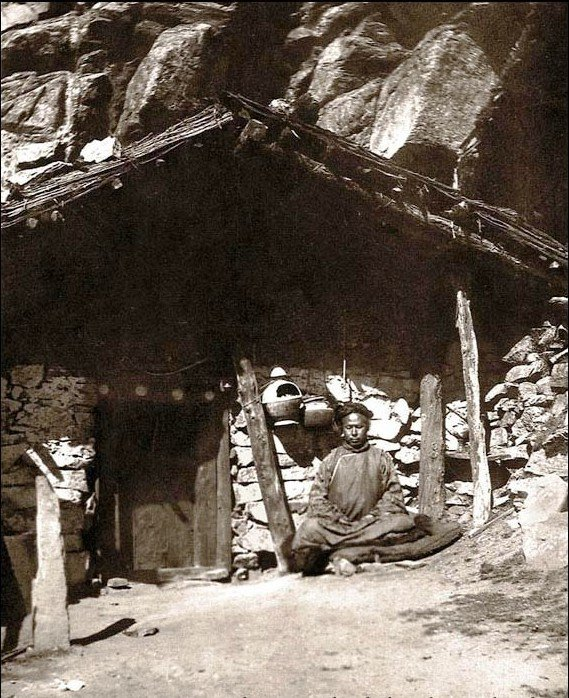
Lachen Gomchen Rinpoche meditando, 1915.

El 14.º Dalái lama define la meditación (bsgom pa) como "familiarización de la mente con un objeto de meditación". Tradicionalmente, el budismo tibetano sigue los dos enfoques principales del cultivo mental (bhavana) que se enseñan en todas las formas del budismo, śamatha (Tib. shine) y vipaśyanā (lhaktong). 
La práctica de śamatha (tranquilidad, calma) es la práctica de centrarse en un solo objeto, como una figura de Buda o la respiración. A través de la práctica repetida, la mente gradualmente se vuelve más estable, tranquila y feliz. Takpo Tashi Namgyal la define como "fijando la mente sobre cualquier objeto para mantenerlo sin distracción."
Los "nueve niveles de meditación" son el principal marco progresivo utilizado para śamatha en el budismo tibetano.. Una vez que un meditador ha alcanzado el noveno nivel de este esquema, logran lo que se denomina "flexibilidad" (Tib. shin tu sbyangs pa, Skt. prasrabdhi), definido como "una disposición de la mente y el cuerpo que permite establecer la mente en cualquier objeto durante el tiempo que uno quiera. Tiene la función de eliminar todas las obstrucciones".
La otra forma de meditación budista es vipaśyanā, que en el budismo tibetano generalmente se practica después de haber alcanzado la competencia en śamatha. Tiene dos aspectos. Uno es la meditación analítica, es decir, pensar racionalmente sobre ideas y conceptos de una manera filosófica. El otro tipo de vipaśyanā es un estilo yóguico "simple", llamado trömeh en tibetano, que significa "sin complicaciones".
Una rutina de meditación puede involucrar sesiones alternas de vipaśyanā para alcanzar niveles más profundos de realización, y de śamatha para consolidarlos.

### Prácticas preliminares

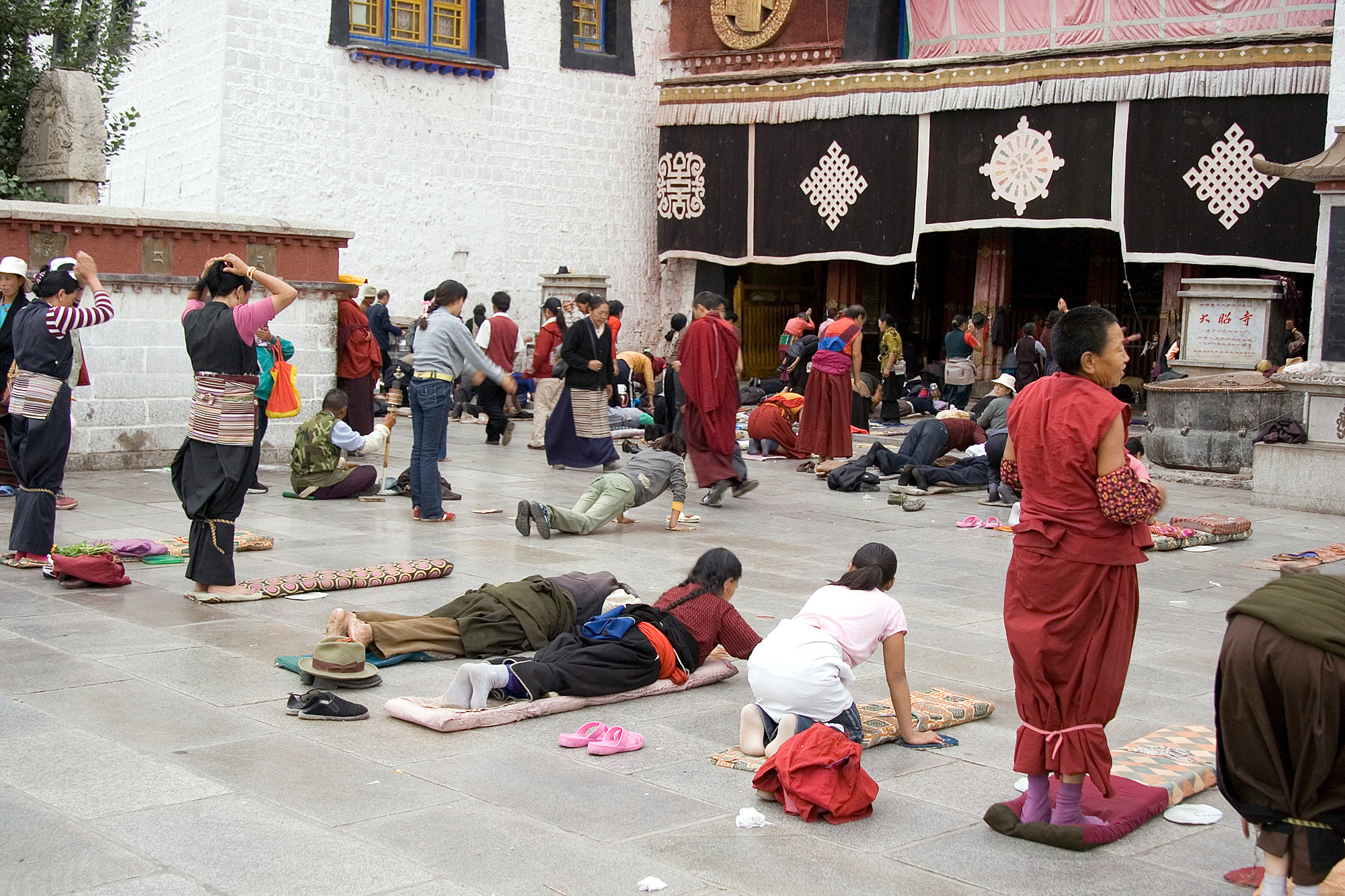
Budistas practicando postraciones frente al monasterio de Jokhang.

Los budistas tibetanos creen que vajrayāna es el método más rápido para alcanzar la Budeidad, pero para los practicantes no calificados puede ser peligroso. Para participar en él, uno debe recibir una iniciación adecuada (también conocida como "empoderamiento") de un lama calificado.. 
El objetivo de las prácticas preliminares (ngöndro) es iniciar al estudiante en el camino correcto para tales enseñanzas superiores. Las prácticas preliminares incluyen todas las actividades de sutrayāna, como escuchar enseñanzas, postraciones, ofrendas, oraciones y actos de bondad y compasión. Los elementos más importantes de la práctica de sutra son: renunciación, bodichitta y prajñaparamita. Se dice que practicar vajrayāna sin la base de estos tres es como un niño pequeño que intenta montar un caballo salvaje.
Las prácticas preliminares incluyen: refugio, postración, meditación de vajrasattva, ofrenda de mandala y guru yoga.
El mérito adquirido en las prácticas preliminares ayuda el progreso en prácticas tántricas. Si bien muchos budistas pueden pasar toda una vida exclusivamente en prácticas de sutra, sin embargo, hasta cierto punto es común practicar una amalgama de los dos. Por ejemplo, para entrenar en śamatha, uno puede usar una visualización tántrica como objeto de meditación.

#### Guru yoga
Al igual que en otras tradiciones budistas, una actitud de reverencia por el maestro, lama o guru, también es muy importante. La interacción de uno con el maestro debe estar imbuida de reverencia y devoción. Al tratar al maestro con respeto y seguir con entusiasmo sus instrucciones, se acumula mucho mérito y esto puede ayudar significativamente a mejorar la práctica.
Hay un sentido general en el que a cualquier maestro budista tibetano se le llama lama. Un estudiante puede haber tomado enseñanzas de muchas autoridades y en este sentido general todas son sus lamas. Sin embargo, normalmente tendrá uno de ellos como su "gurú de raíz" o "maestro del corazón".

### Esoterismo y samaya
Los budistas tibetanos se suscriben a un código voluntario de autocensura sobre los detalles de las prácticas tántricas superiores. Los tibetanos hoy en día mantienen mayor o menor grado de confidencialidad con respecto a las enseñanzas tántricas. En las enseñanzas budistas en general, también se advierte sobre revelar información a personas que quizás no estén preparadas.
La práctica del tantra también incluye el mantenimiento de un conjunto separado de votos, que se llaman samaya (dam tshig). Existen varias listas de estos y pueden diferir según la práctica y el linaje o el guru individual. Se dice que la defensa de estos votos es esencial para la práctica tántrica y se dice que romperlos causa gran daño.

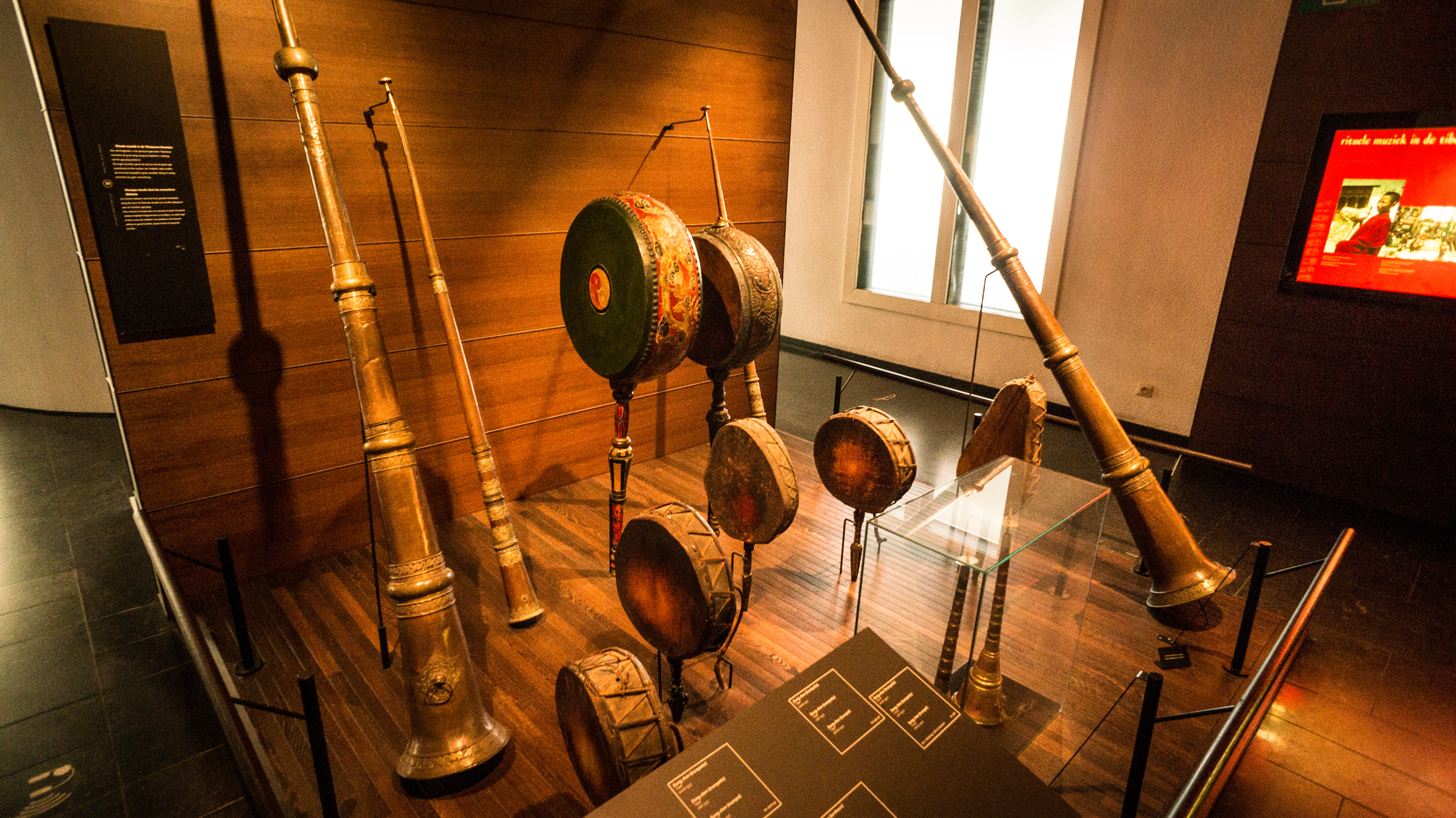
Instrumentos musicales rituales del Tíbet

### Ritos y rituales

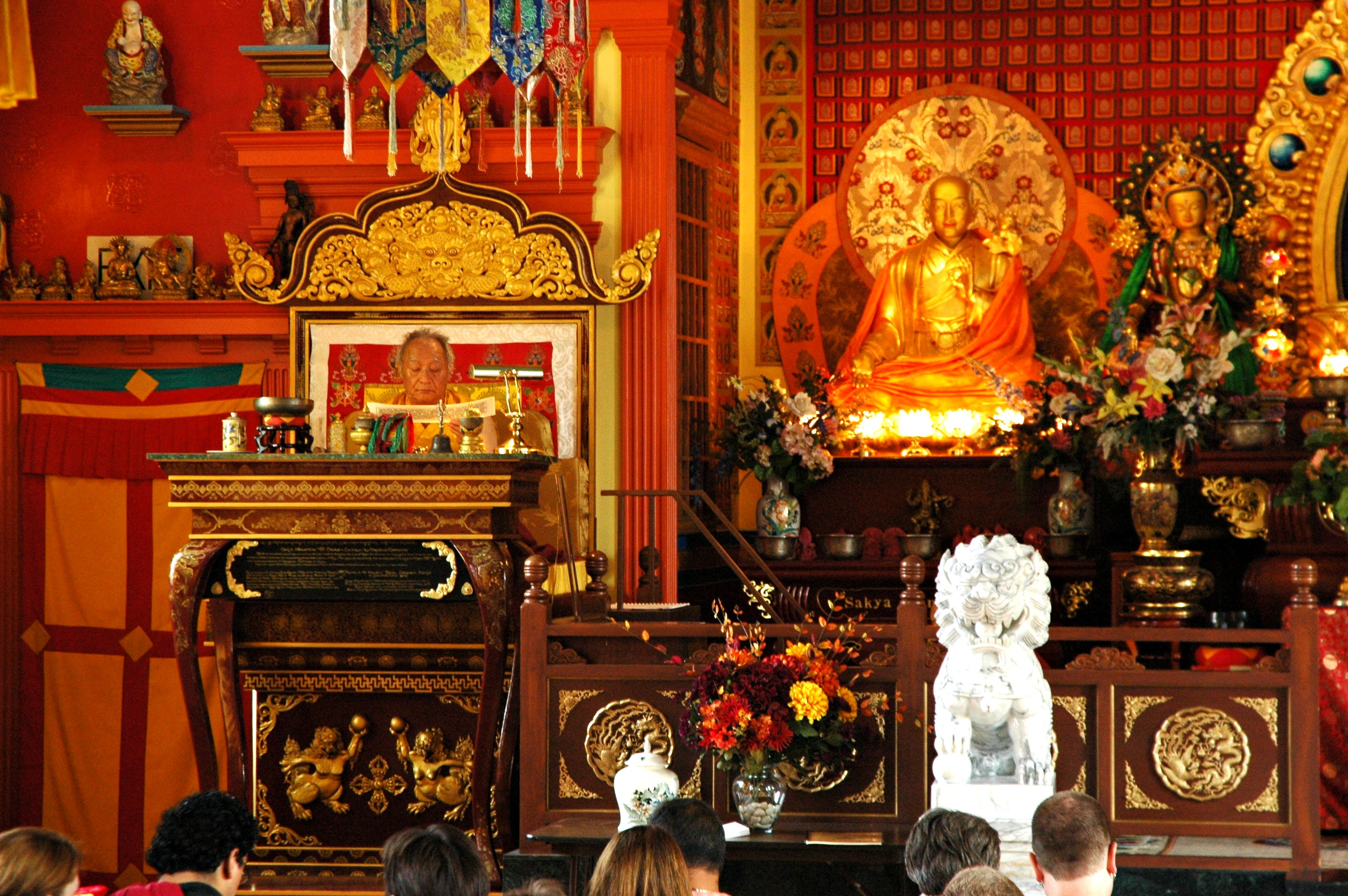
La lectura del texto - el lung - durante un empoderamiento para Chenrezig.

Siempre hubo una asociación estrecha entre lo religioso y lo secular, lo espiritual y lo temporal en el Tíbet premoderno. Tradicionalmente, los lamas tibetanos ayudaban a la población laica con rituales de protección y prosperidad. Los diversos ritos y rituales para fines mundanos, como la purificación del karma, evitar el daño de las fuerzas del mal y el promover de una cosecha exitosa. La adivinación y el exorcismo son ejemplos de prácticas que un lama podría usar para esto.
El ritual budista tibetano es generalmente más elaborado que en otras formas de budismo, e incluye complejos arreglos de altares y obras de arte (como mandalas y thangkas), varios objetos rituales, gestos de mano (mudra), cantos e instrumentos musicales.
Un tipo especial de ritual llamado iniciación o empoderamiento (sánscrito: abhiṣeka, tibetano: wangkur) es fundamental para la práctica tántrica. Estos rituales consagran a un iniciado en una práctica tántrica particular asociada con mandalas individuales de deidades y sus mantras. Sin haber pasado por la iniciación, generalmente no se le permite a uno practicar los tantras superiores.
Otra ocasión ritual importante en el budismo tibetano es la de los rituales de muerte que se supone que aseguran un renacimiento positivo y un buen camino espiritual en el futuro. De importancia central es la idea del bardo (sánscrito: antarābhava), el estado intermedio o liminal entre la vida y la muerte. Los rituales y las lecturas de textos como el Bardo Thodol (conocido como el "Libro tibetano de los muertos") se realizan para garantizar que la persona moribunda pueda navegar el estado intermedio. La cremación y el "entierro celestial" son tradicionalmente los principales ritos funerarios utilizados para deshacerse del cuerpo.

### Mantra

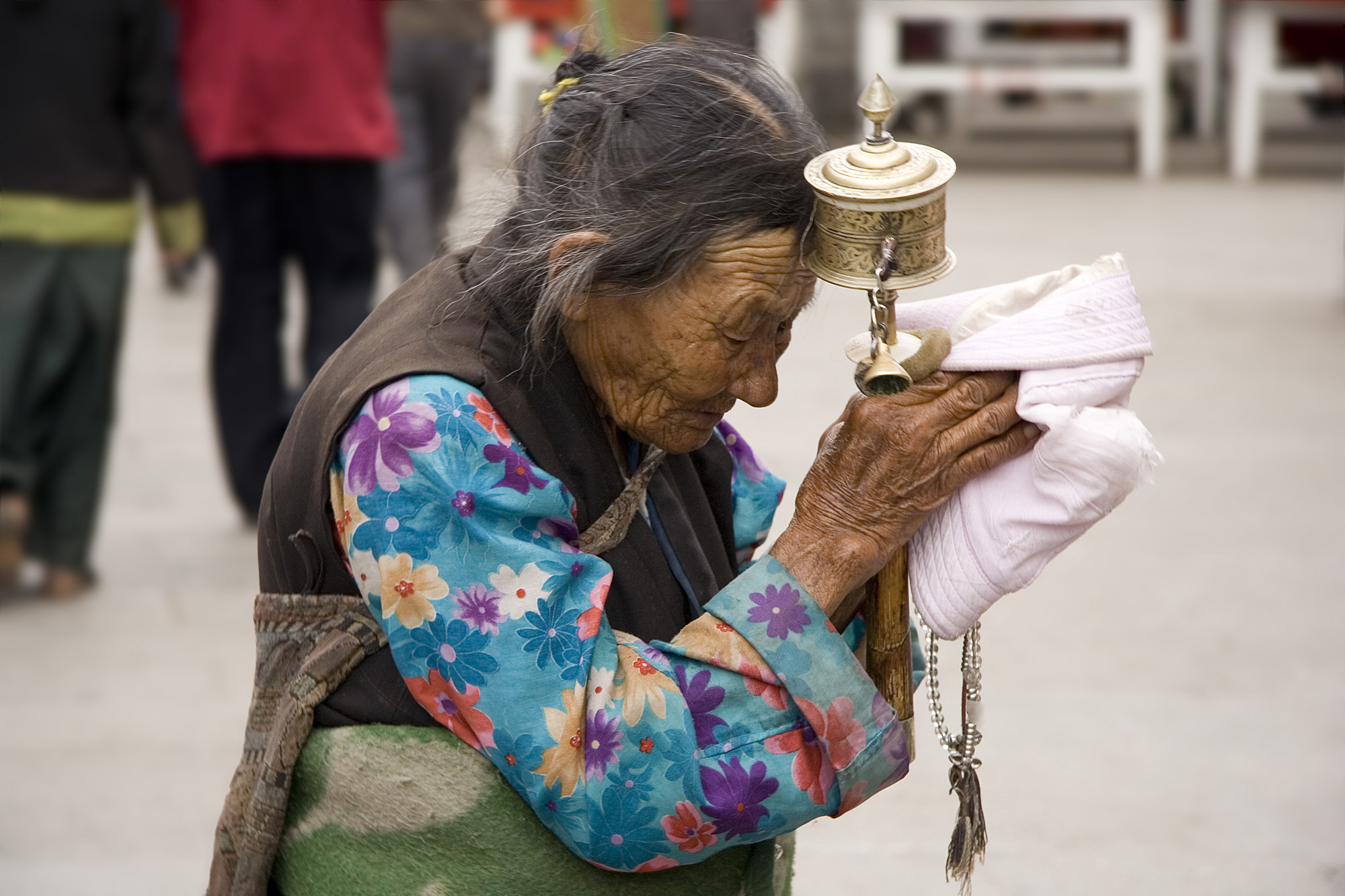
Una tibetana con una rueda de oración inscrita con mantras.

El uso de fórmulas de oración, conjuros o frases, llamadas mantras (tibetano: sngags) es otra característica general de la práctica budista tibetana. Tan común es el uso de mantras que a veces Vajrayana también se llama "Mantrayāna" (el vehículo de mantra). Los mantras son ampliamente recitados, cantados, escritos o inscritos, y visualizados como parte de diferentes formas de meditación. Cada mantra tiene un significado simbólico y una conexión con un Buda o un Bodhisattva en particular. El mantra de cada deidad se considera que simboliza el poder de la deidad. Los practicantes budistas tibetanos repiten mantras para entrenar la mente y transformar sus pensamientos en línea con las cualidades divinas de la deidad y el poder especial del mantra.
Los budistas tibetanos consideran que la etimología del término mantra significa "protector de la mente", y los mantras se consideran una forma de proteger la mente contra la negatividad.
Los mantras también sirven para enfocar la mente como una práctica de samatha, así como una forma de transformar la mente a través del significado simbólico del mantra. En el budismo, es importante tener la intención, el enfoque y la fe apropiados al practicar mantras o no funcionarán.

### Yoga tántrico

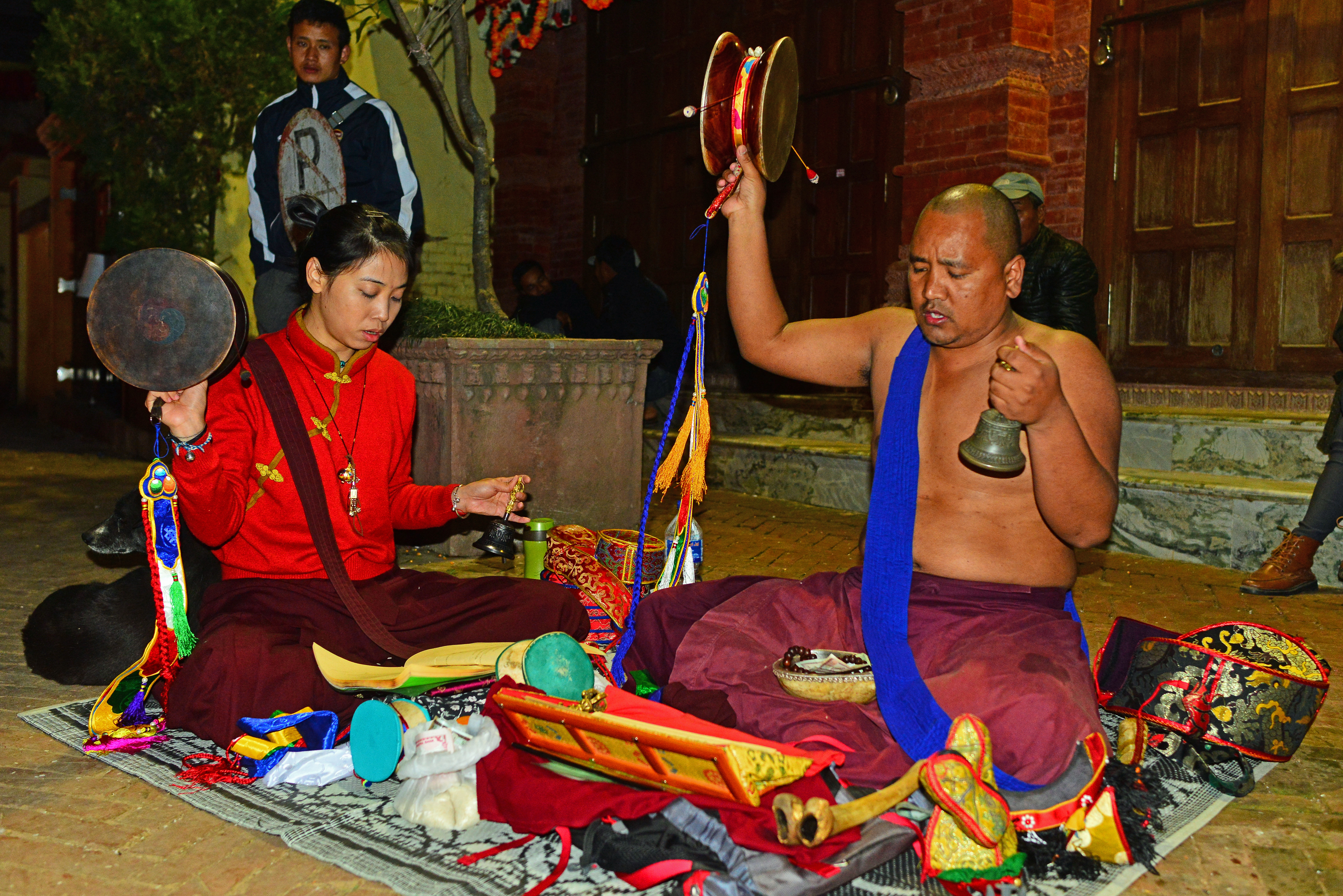
Ritual Chöd, tenga en cuenta el uso del tambor (damaru) y la campana de mano, así como el kangling (trompeta de fémur).

En lo que se llama "tantra yoga superior", el énfasis está en varias prácticas de yoga que permiten al practicante darse cuenta de la verdadera naturaleza de la realidad.
El "yoga de deidades" (tibetano: lha'i rnal 'byor; sánscrito: devata-yoga) es una práctica fundamental del budismo vajrayana que implica la visualización de imágenes mentales que consisten principalmente en deidades budistas como los budas, bodhisattvas y deidades feroces, a lo largo de la repetición de mantras.
El yoga de deidades implica dos etapas, la etapa de generación y la etapa de finalización. En la etapa de generación, uno disuelve el mundo mundano y visualiza la deidad elegida (yidam), su mandala y las deidades compañeras, dando como resultado la identificación con esta realidad divina. En la etapa de finalización, se disuelve la visualización en la realización de sunyata o vacuidad. Las prácticas de la etapa de finalización también pueden incluir prácticas de energía o cuerpo sutil, así como otras prácticas como de los Seis Yogas de Naropa, como el yoga del sueño.
Las opiniones y prácticas asociadas con Dzogchen y Mahamudra a menudo se consideran la culminación del camino tántrico. Estas prácticas se centran en la naturaleza misma de la realidad y la experiencia, denominadas dharmakaya o rigpa.
Los puntos de vista y las prácticas asociadas con las enseñanzas de Dzogchen y Mahamudra a menudo se consideran la culminación del camino tántrico y las meditaciones más altas. Estas prácticas se centran en la realización directa de la naturaleza de la realidad, denominada dharmakaya o rigpa.

## Instituciones y maestros

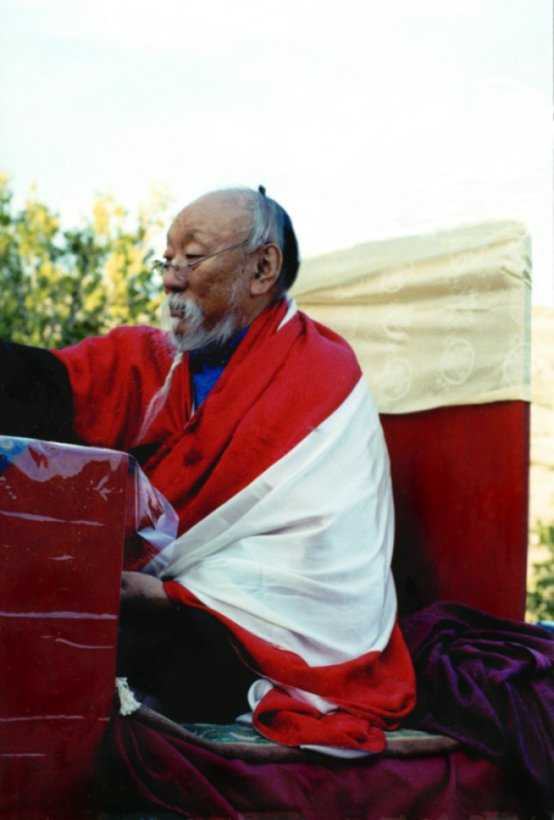
Chagdud Tulku Rinpoche, un tulku y un ngagpa (distinguido por la túnica blanca y roja).

El monacato es una parte importante de la tradición budista tibetana, las escuelas principales y secundarias mantienen grandes instituciones monásticas basadas en el Vinaya (regla monástica) Mulasarvastivada y muchos líderes religiosos son de la comunidad monástica. Sin embargo, hay muchos líderes religiosos (llamados lamas o gurús) que no son monásticos célibes. Según Geoffrey Samuel, aquí es donde "el liderazgo religioso en el budismo tibetano contrasta más fuertemente con el resto del mundo budista." Los lamas son practicantes tántricos y especialistas en rituales en un linaje de iniciación específico y pueden ser laicos o monásticos. Actúan como maestros, guías espirituales y guardianes de las enseñanzas del linaje que han recibido a través de un largo e íntimo proceso de aprendizaje con sus lamas.

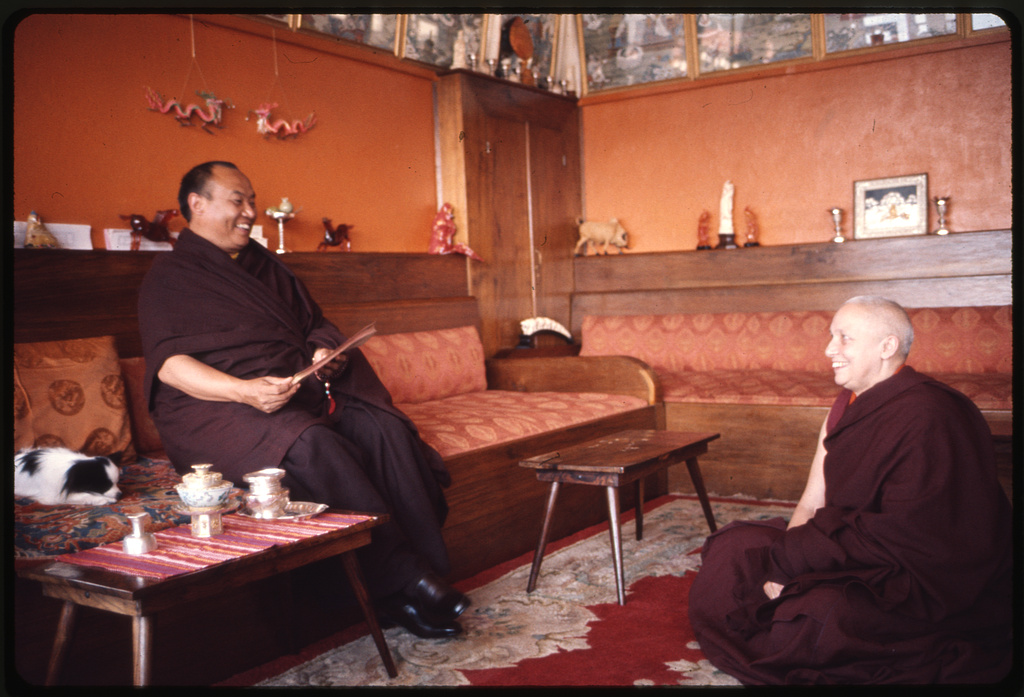
Rangjung Rigpe Dorje, el 16.º Karmapa, con Freda Bedi (la primera monja occidental en el budismo tibetano), en el Monasterio Rumtek, Sikkim.

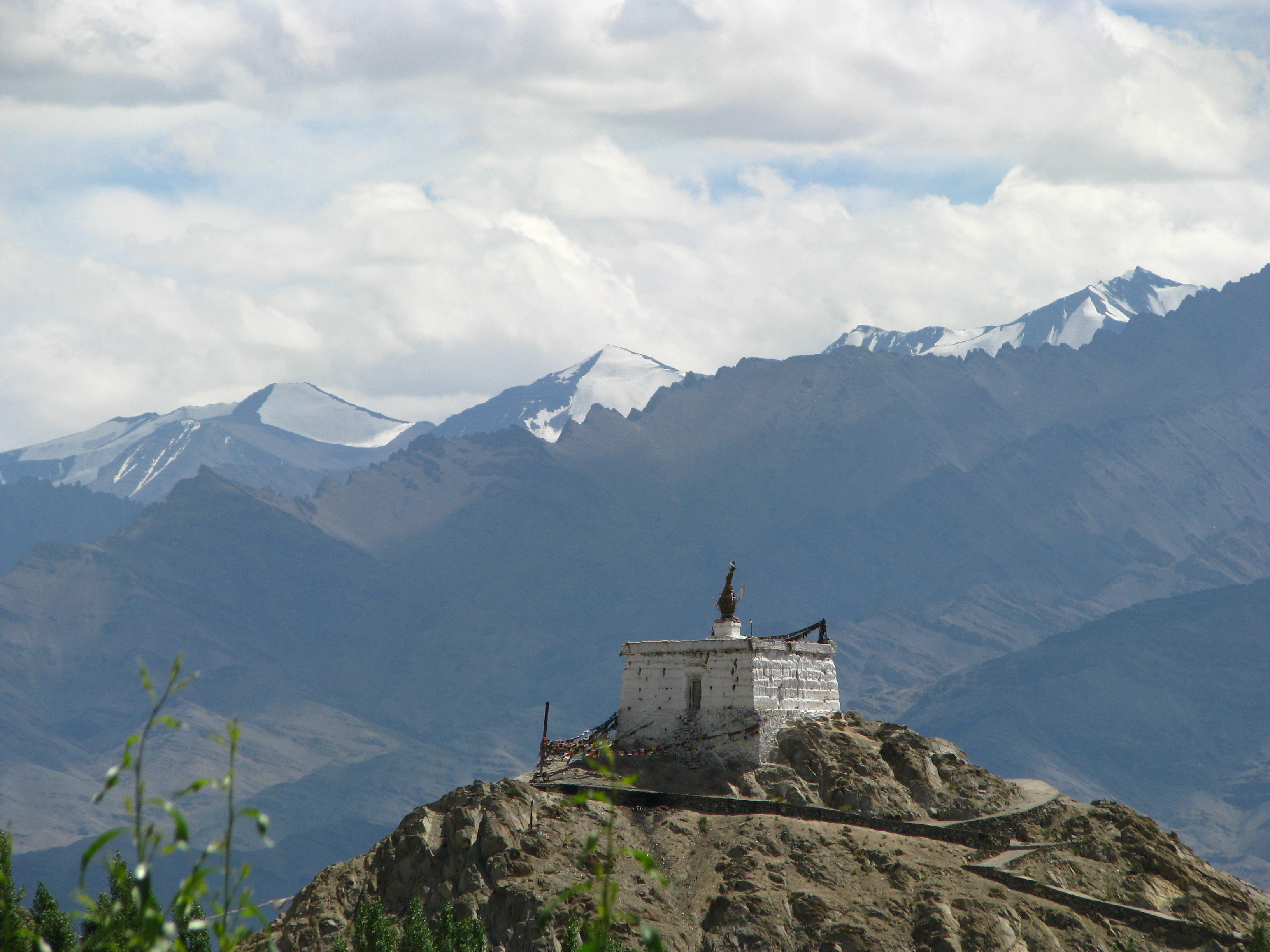
Un pequeño gompa (edificio religioso) en Ladakh

El budismo tibetano también incluye varios clérigos y especialistas tántricos laicos, como ngagpas (Skt. mantrī), gomchens, serkyims y chödpas (practicantes de Chöd). Según Samuel, en las partes más remotas del Himalaya las comunidades a menudo son dirigidas por especialistas religiosos laicos. Mientras que las grandes instituciones monásticas están presentes en las regiones de la meseta tibetana que estaban más centralizadas políticamente, en otras regiones estaban ausentes y en su lugar hay comunidades más pequeñas de orientación laica.
Samuel describe cuatro tipos de comunidades religiosas en el Tíbet:
- Pequeñas comunidades de practicantes laicos unidos a un templo y un lama. Los practicantes laicos pueden permanecer en la gompa para retiros periódicos.
- Pequeñas comunidades de monásticos célibes unidos a un templo y un lama, a menudo parte de una aldea.
- Comunidades (mediana o grande) de monásticos célibes. Estos podrían mantener cientos de monjes y podrían tener extensas propiedades. También pueden ser financieramente independientes y actuar como centros comerciales.
- Grandes monasterios escolares con miles de monjes, como los grandes establecimientos Gelug de Sera (con más de 6000 monjes en la primera mitad del siglo XX) y Drepung (más de 7000).[85]

En algunos casos, un lama es el líder de una comunidad espiritual. Algunos lamas obtienen su título al ser parte de una familia que mantiene un linaje de lamas hereditarios (y, por lo tanto, son laicos). Un ejemplo es la familia Sakya de Kon, quien fundó la escuela Sakya y otro ejemplo son los lamas hereditarios del monasterio Mindrolling.
En otros casos, un lama puede verse como un "tülku" ("encarnacion"). Los tülkus son figuras reconocidas como reencarnaciones de un bodhisattva o una figura religiosa anterior. Por lo tanto, son capaces de recibir un entrenamiento religioso extenso. A veces son entrenados para ser líderes de instituciones monásticas. Dos ejemplos son los Dalai Lamas y los Karmapas.
Otro título exclusivo del budismo tibetano es el de tertön (descubridor de tesoros), que se considera capaz de revelar o descubrir revelaciones especiales y textos llamados termas (lit. "tesoro escondido"). También están asociados con la idea de beyul ("valles ocultos"), que son lugares de poder asociados con deidades y tesoros religiosos.

### Las mujeres en el budismo tibetano.

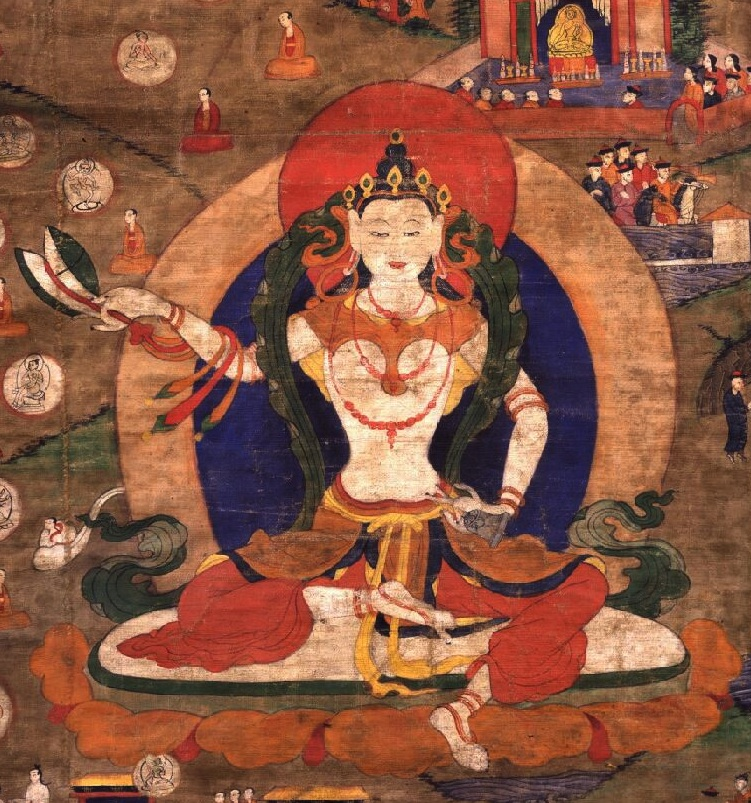
Machig Labdrön, una famosa tántrica, maestra y fundadora del linaje Chöd

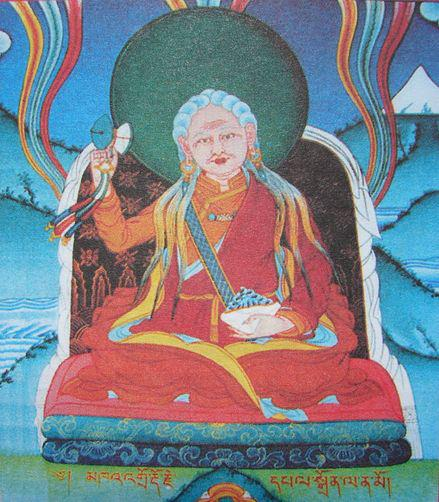
Ayu Khandro, un yogini, terton y chodma de la escuela Nyingma.

Las mujeres tradicionalmente asumieron muchos papeles en el budismo tibetano, desde laicos hasta monásticos, lamas y practicantes tántricos. Hay evidencia de la importancia de mujeres practicantes en el budismo tántrico indio y en el budismo tibetano premoderno. Un linaje de enseñanzas tántricas, el Shangpa Kagyu, se remonta a maestras indias y también ha habido una serie de importantes maestras tibetanas como Yeshe Tsogyal y Machig Labdrön.
Algunas mujeres tibetanas se convierten en lamas al nacer en una familia de lamas como Mindrolling Jetsün Khandro Rinpoche y Sakya Jetsün Kushok Chimey Luding. También hubo casos de mujeres lamas influyentes que también fueron tertöns, como Sera Khandro, Tare Lhamo y Ayu Khandro. 
Algunas de estas figuras también eran consortes tántricos (sangyum, kandroma) con lamas masculinos, y por lo tanto participaron en las prácticas sexuales asociadas con los niveles más altos del tantra.

#### Monjas
Si bien las mujeres practican el monasticismo tibetano, es mucho menos común (el 2 por ciento de la población en el siglo XX en comparación con el 12 por ciento para los hombres). Las monjas también fueron mucho menos respetadas por la sociedad tibetana que los monjes y pueden recibir menos apoyo laico que ellos.
Tradicionalmente, las monjas budistas tibetanas tampoco estaban "completamente ordenadas" como bhikṣuṇīs (que toman el conjunto completo de votos monásticos). Cuando el budismo viajó de la India al Tíbet, aparentemente el cuórum de bhikṣuṇīs requerido para otorgar la ordenación completa nunca llegó.
Sin embargo, hay relatos de mujeres tibetanas totalmente ordenadas, como la Samding Dorje Phagmo (1422-1455), que una vez fue clasificada como la más alta maestra tulku en el Tíbet, pero se sabe muy poco acerca de las circunstancias exactas de su ordenación.
En la era moderna, las monjas budistas tibetanas han tomado ordenaciones completas a través de los linajes Vinaya de Asia Oriental. El Dalái lama ha autorizado que las monjas de la tradición tibetana sean ordenadas con estas tradiciones.
La autora budista Michaela Haas señala que el budismo tibetano está experimentando un cambio radical en Occidente, donde las mujeres desempeñan un papel mucho más central.

## Historia

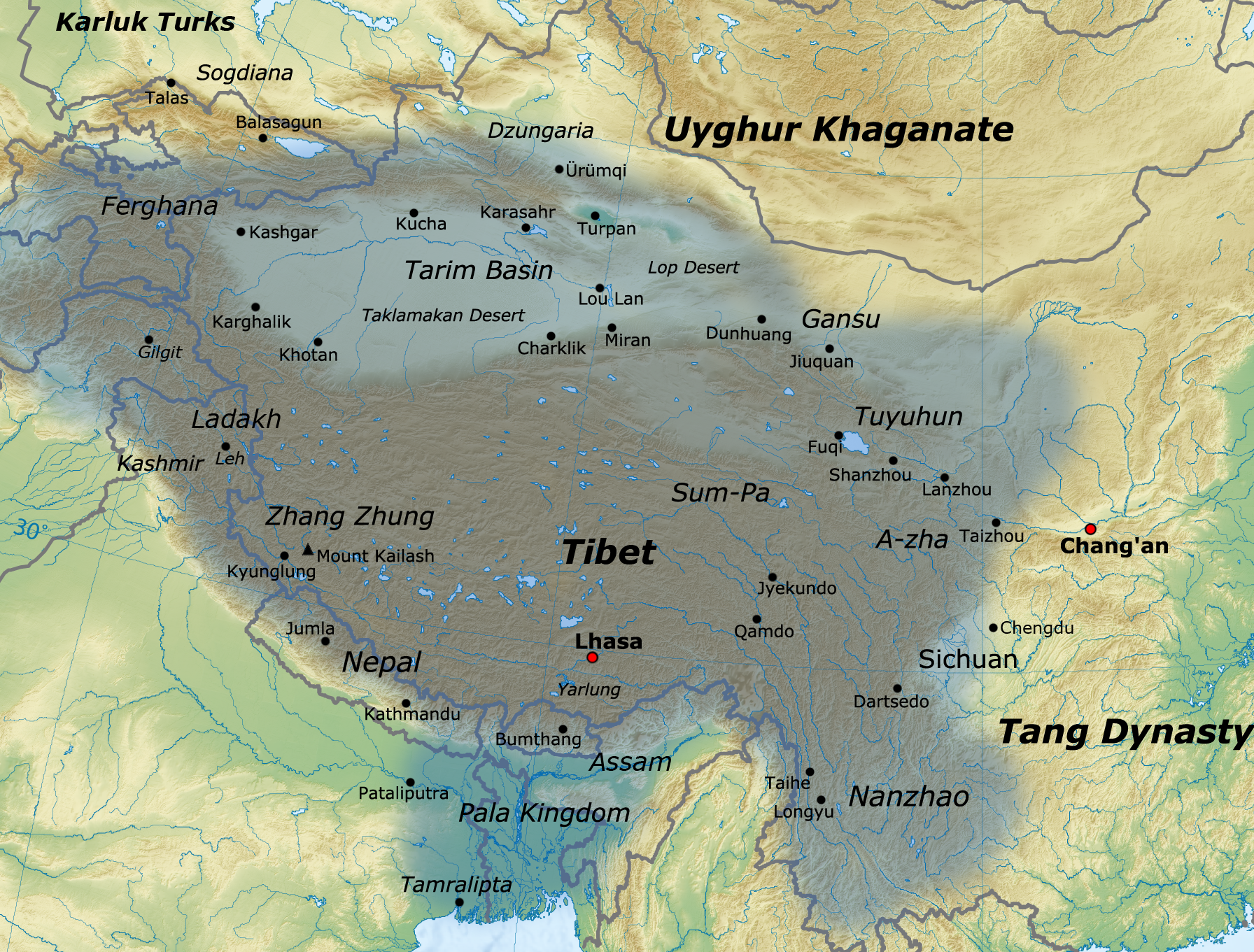
Mapa del Imperio Tibetano en su mayor extensión entre los años 780 y 790 CE

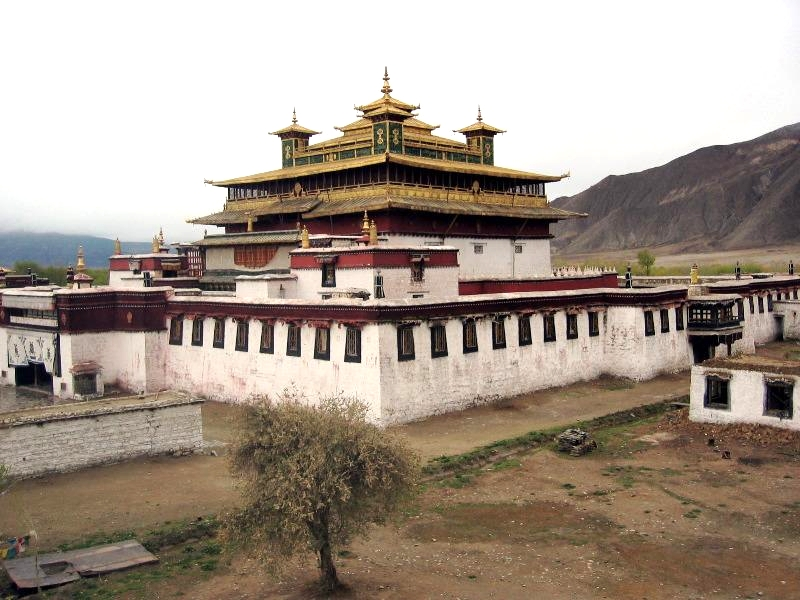
Samye, el primer gompa construido en el Tíbet (775-779)

### Primera difusión (siglos VII-IX)
Mientras que algunas historias representan el budismo en el Tíbet antes de este período, la religión se introdujo formalmente a Tíbet durante el Imperio Tibetano (siglos VII-IX). Las escrituras budistas de la India se tradujeron por primera vez al tibetano bajo el reinado de Songtsän Gampo (618-649 EC). Este período también vio el desarrollo del sistema de escritura tibetana y el tibetano clásico. El imperio de Tíbet se extendió sobre las influencias culturales y religiosas de los Himalayas, siendo de gran importancia en ciudades como el norte de la India, Nepal y Bután.
Hasta ese momento, existía en el mundo un religioso de carácter animista y chamanista, llamada Bön. Con la élite del budismo, los religiosos bon no desaparecieron, hasta entonces gradualmente se transformaron. Parte de la creencia Bön influyó también en el budismo tibetano, de forma parcialmente similar al Shinbutsu shūgō en Japón.
En el siglo VIII, el rey Trisong Detsen (755-797 EC) estableció a budismo como la religión oficial del estado. Trisong Detsen invitó a los eruditos budistas indios a su corte, incluidos Padmasambhāva (siglo VIII) y Shāntarakṣita (725–788), considerados los fundadores de Nyingma (Ancianos), la tradición más antigua del budismo tibetano. Trisong también invitó al maestro de Zen "Hwa shang Mahayana" al Monasterio de Samye para transmitir el Dharma. Algunas fuentes afirman que se produjo un debate entre Moheyan y el maestro indio Kamalaśīla, pero no están de acuerdo con el vencedor, y algunos estudiosos modernos consideran que el evento es ficticio.

### Era de la fragmentación (siglos IX-X)
Un descenso en la influencia budista comenzó bajo el rey Langdarma (r. 836-842), y su muerte fue seguida por la "Era de la Fragmentación", un período de desunión y conflicto durante los siglos IX y X. Durante esta era, la centralización política del imperio tibetano se derrumbó.
A pesar de esta pérdida de patrocinio del estado, el budismo sobrevivió y prosperó en el Tíbet. Según Geoffrey Samuel, esto se debía a que el "budismo tántrico (Vajrayana) vino a proporcionar el conjunto principal de técnicas mediante las cuales los tibetanos tratan con el mundo espiritual ... Los tibetanos llegaron a ver estas técnicas como vitales para su supervivencia y prosperidad en esta vida." Esto incluye rituales para comunicarse con los dioses y espíritus locales, que se convirtió en una especialidad de algunos lamas budistas tibetanos y ngagpas laicos (mantrikas, especialistas en mantras).

### Segunda difusión (siglosX-XII)
Los siglos X y XI experimentaron un renacimiento del budismo en el Tíbet con la fundación de los linajes de la "Nueva Traducción" (Sarma), así como la aparición de "tesoros escondidos" (terma) en la literatura que reformaron la tradición Nyingma.
En 1042, el maestro indio Atiśa (982-1054) llegó al Tíbet por invitación de un rey tibetano. Su principal discípulo, Dromtön, fundó la escuela de budismo tibetano Kadampa, una de las primeras escuelas Sarma. Varios otros maestros indios también viajaron al Tíbet durante este tiempo. Durante esta era, se fundaron el monasterio de Sakya junto con la escuela de Sakya y las diferentes escuelas de Kagyu.
Dagpo Kagyu el subgrupo Kagyu más influyente hoy. Fue fundado por el monje Gampopa, y el fusionó el linaje de Marpa con la tradición monástica Kadampa.

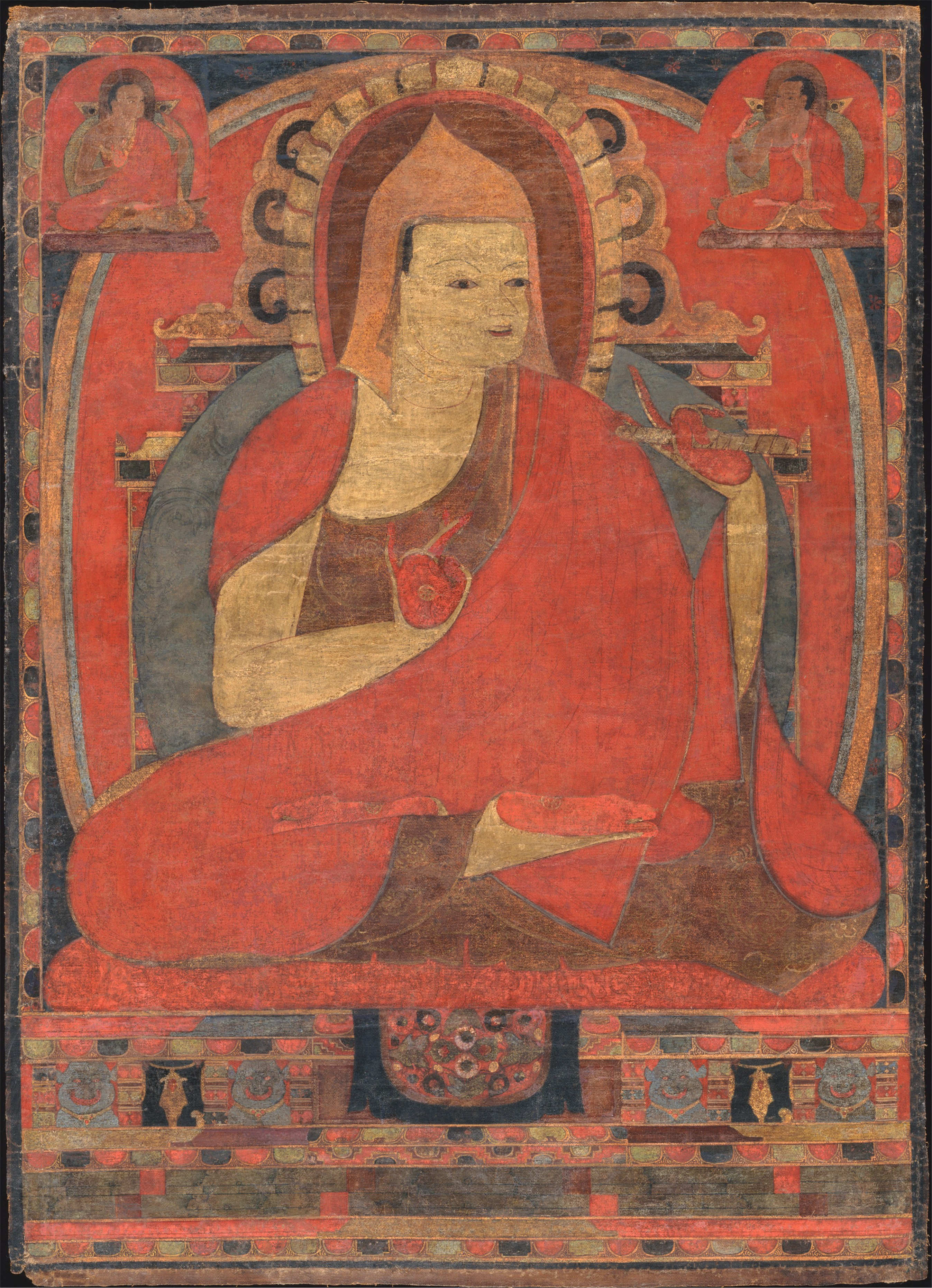
El maestro indio Atiśa (982 - 1054 CE)

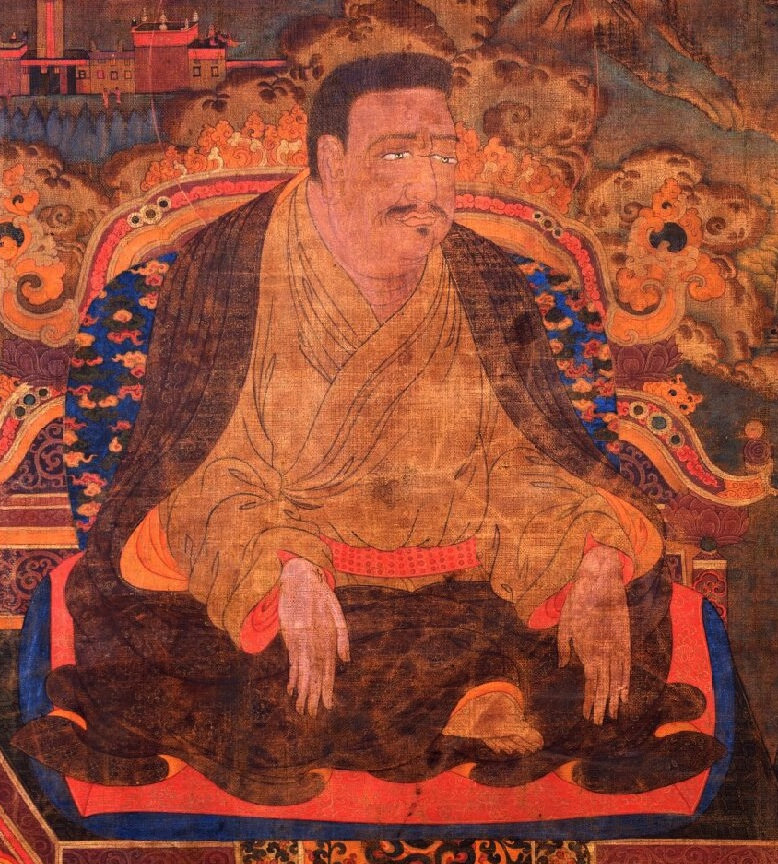
El traductor laico Marpa (1012-1097)

### Dominio mongol (siglos XIII-XIV)
Durante el siglo XI el budismo tibetano fue muy influyente entre los pueblos de Asia Central, especialmente entre los mongoles. Los mongoles invadieron el Tíbet en 1240 y 1244. Finalmente se anexaron a Amdo y Kham y nombraron al gran erudito Sakya Pandita (1182–1251) como virrey del Tíbet Central en 1249.
De esta manera, el Tíbet se incorporó al Imperio mongol, con la jerarquía Sakya reteniendo el poder nominal sobre los asuntos religiosos y regionales. El budismo tibetano también se convirtió en la religión primaria de la dinastía Yuan (1271–1368) de Kublai Khan.
Durante este periodo, el canon tibetano fue compilado, dirigido principalmente por los esfuerzos del erudito Butön Rinchen Drup (1290–1364). El canon fue tallado en tablas xilográficas, y las primeras copias del canon se guardaron en el monasterio de Narthang.

### Autonomía tibetana (siglos XIV-XVIII)

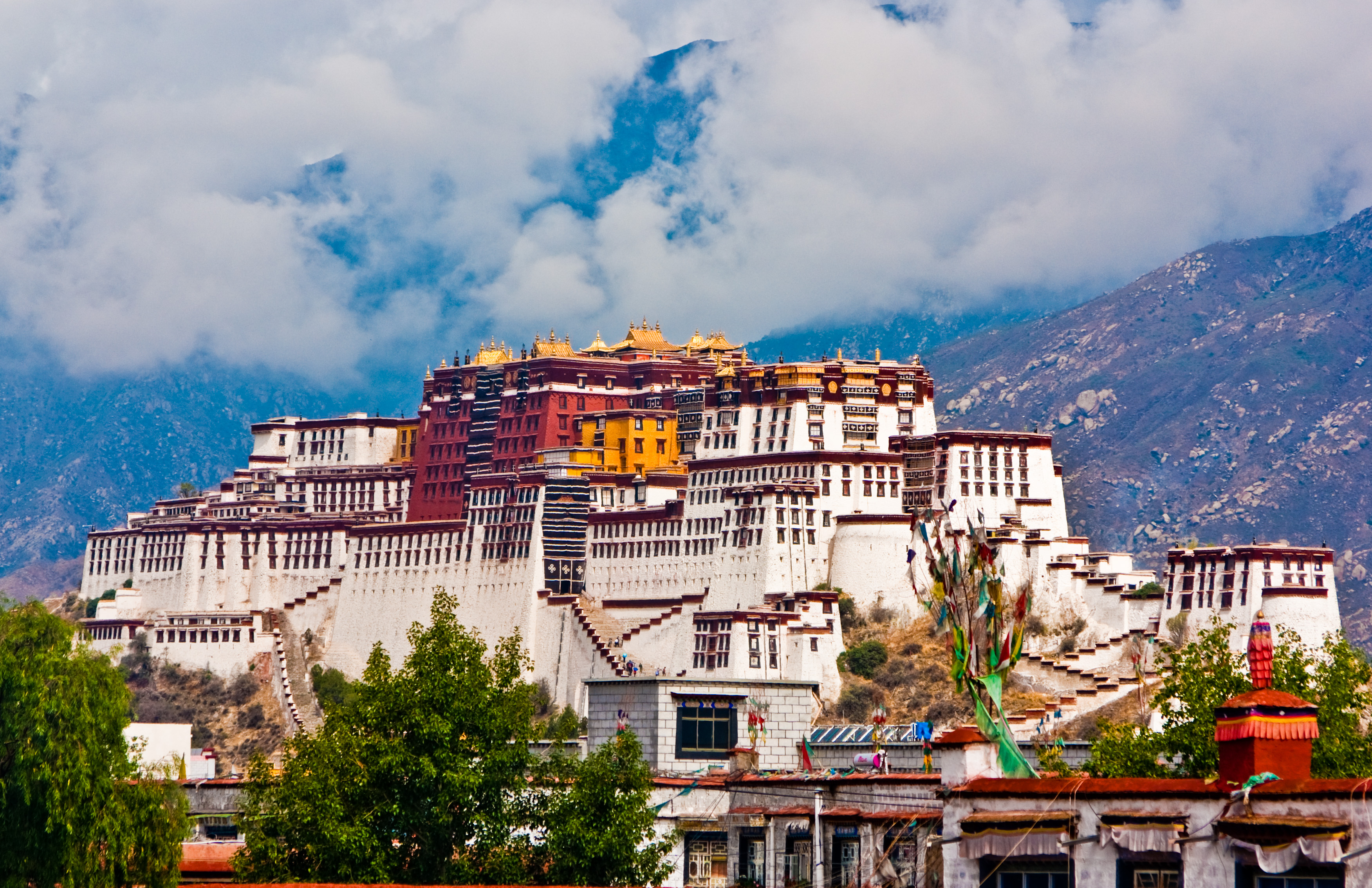
El palacio de Potala en Lhasa, residencia principal y centro político del los dalái lamas.

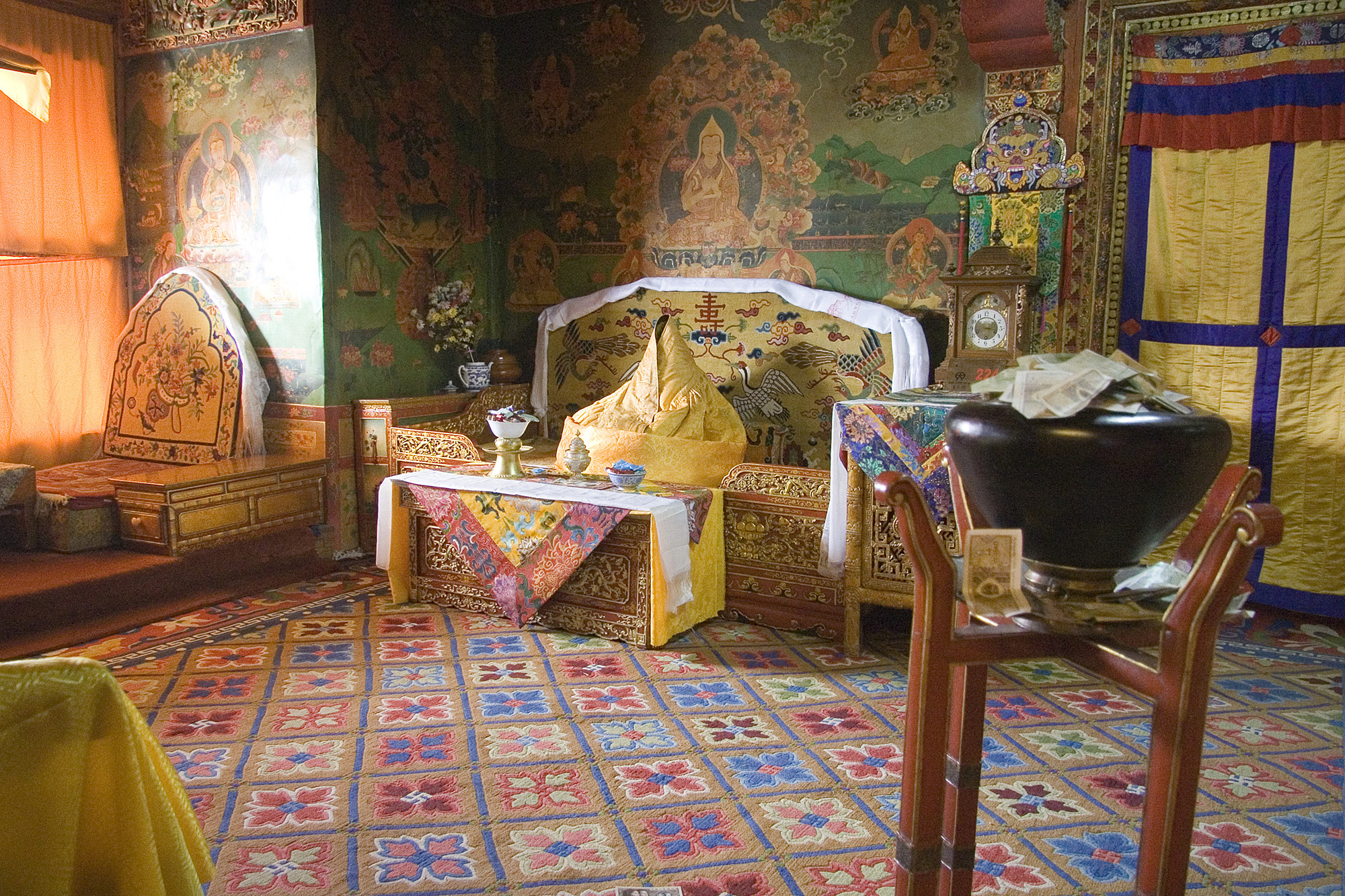
Interior del palacio de Potala, antigua residencia del dalái lama.

Debido a la administración ligera de la dinastía Ming (1368-1644), el Tíbet central fue gobernado por varias familias locales desde el siglo XIV hasta el siglo XVII.
La dinastía Phagmodrupa de Jangchub Gyaltsän (1302–1364) se convirtió en la familia política más fuerte a mediados del siglo XIV. La lucha interna dentro de la dinastía Phagmodrupa, condujo a una larga serie de conflictos internos. 
Durante este período, el erudito reformista Je Tsongkhapa (1357–1419) fundó la escuela Gelug.
La familia Rinpungpa, con sede en Tsang (oeste central del Tíbet), dominó la política después de 1435. En 1565, la familia Rinpungpa fue derrocada por la dinastía Tsangpa de Shigatse, que expandió su poder en diferentes direcciones del Tíbet en las décadas siguientes y favoreció a la escuela Karma Kagyu. 
En China, el budismo tibetano continuó siendo patrocinado por las elites de la dinastía Ming. Según David M. Robinson, durante esta era, los monjes budistas tibetanos "llevaron a cabo rituales de la corte, disfrutaron de un estatus privilegiado y obtuvieron acceso al mundo guardado y privado de los emperadores". El Emperador Ming Yongle (r. 1402–1424) apoyó la creación de una serie de tablas xilográficas del Kangyur, ahora conocido como “el Yongle Kanyur”. Se considera una edición importante del canon tibetano.
La dinastía Ming también apoyó la propagación del budismo tibetano en Mongolia durante este período. Los misioneros budistas tibetanos también ayudaron a difundir la religión en Mongolia. Fue durante este período que Altan Khan, el líder de los mongoles Tümed, se convirtió al budismo y se alió con la escuela Gelug, confiriendo el título de "Dalai Lama" (en mongol: el lama oceánico) a Sonam Gyatso en 1578. Bajo el reinado de Altan Khan, el budismo tántrico tibetano se convirtió en la religión oficial del Imperio. Hasta la fecha los pueblos mongoles son en su mayor parte budistas tibetanos. El líder espiritual del budismo mongol se denomina Jebtsundamba Khutuktu.
Durante una guerra civil tibetana en el siglo XVII, el regente principal del 5.º Dalái lama, Sonam Choephel (1595–1657), conquistó y unificó el Tíbet y estableció el gobierno de Ganden Phodrang, con la ayuda de Güshi Khan, líder de los mongoles de Khoshut. Este gobierno Gelug con sus subsiguientes linajes de tulkus, los Dalai Lamas y los Panchen Lamas, mantuvieron el control regional del Tíbet desde mediados del siglo XVII hasta mediados del siglo XX.

### Período de Qing (siglos XVIII-XX)

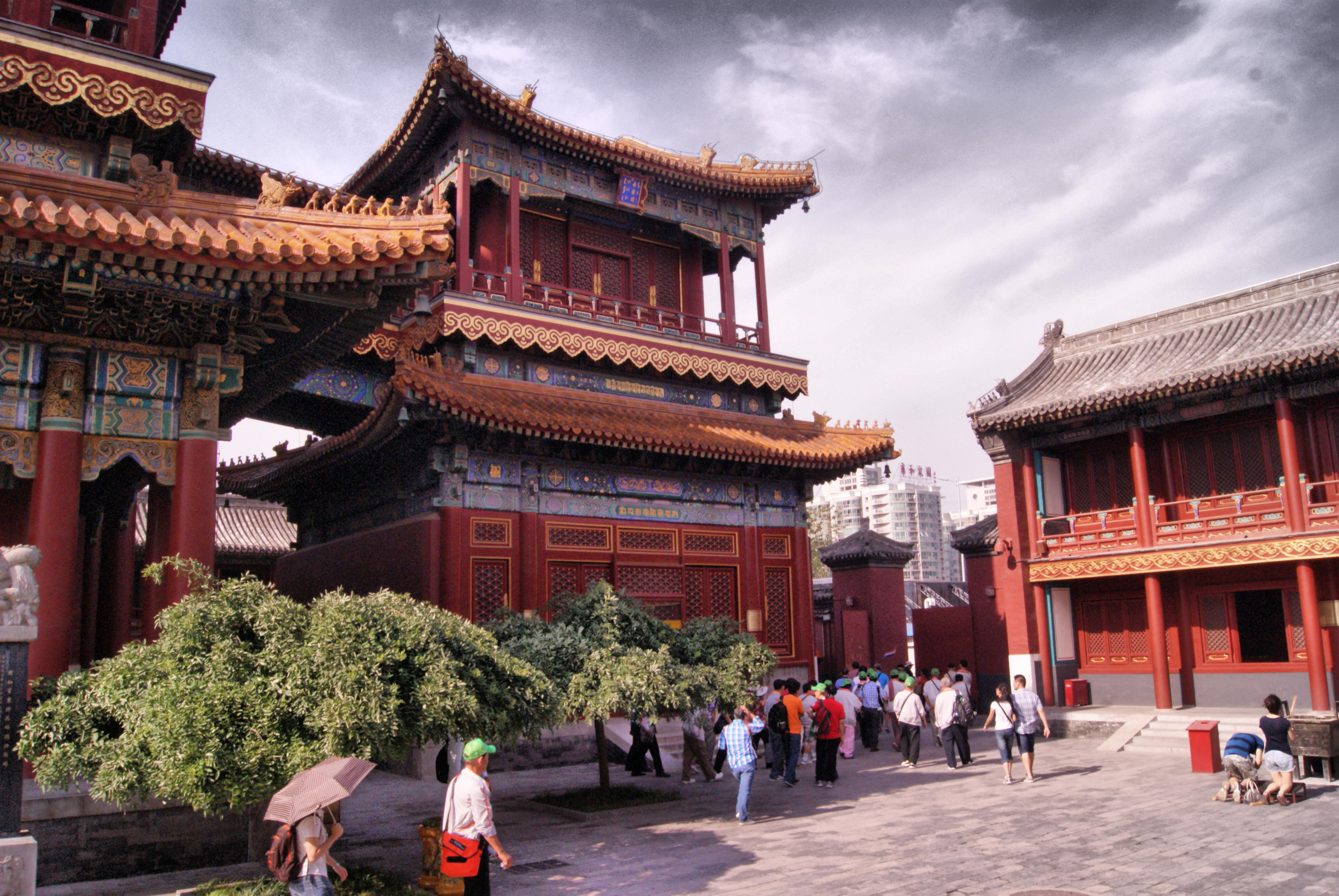
El Templo Yonghe, un templo de la tradición Gelug en Beijing establecido en la Dinastía Qing.

La dinastía Qing (1644-1912) estableció un gobierno chino sobre el Tíbet después de derrotar a los zungarios en 1720. El gobierno de Qing duró hasta la caída de la dinastía en 1912. Los gobernantes manchúes de Qing apoyaron al budismo tibetano, especialmente a la escuela Gelug, durante la mayoría de su regla. El reinado del emperador Qianlong fue la marca más alta para el budismo tibetano en China. Supervisó la visita del 6.º Panchen Lama a Pekín, y la construcción de templos de estilo tibetano, como el Templo Xumi Fushou, el Templo Puning y el Templo Putuo Zongcheng (en el estilo del palacio de Potala).
En el siglo XIX surgió el movimiento Rimé, un movimiento no sectario que involucró a las escuelas Sakya, Kagyu y Nyingma, junto con algunos eruditos Bon. En respuesta al declive de estas tradiciones budistas en parte a la influencia de la escuela Gelug, eruditos como Jamyang Khyentse Wangpo (1820-1892) y Jamgön Kongtrül (1813-1899) recopilaron las enseñanzas de Sakya, Kagyu y Nyingma, incluyendo Muchas enseñanzas casi extintas. Sin la recopilación e impresión de obras raras por Khyentse y Kongtrul, estas enseñanzas pueden no haber sobrevivido hasta el presente. El movimiento Rimé es responsable de una serie de compilaciones, como el Rinchen Terdzod y el Sheja Dzö.
Durante el Qing, el budismo tibetano también siguió siendo la religión principal de los mongoles bajo el gobierno Qing, así como la religión estatal del Kanato Calmuco (1630–1771), el Kanato Zungario (1634–1758) y el Kanato Khoshuud (1642-1717).
Si bien el interés por el budismo tibetano en Occidente data desde la creación de la Sociedad Teosófica en el siglo XIX y el interés de muchos teósofos en este, incluyendo a Helena Blavatsky y el devoto budista Henry Steel Olcott, lo cierto es que el budismo lamaísta se ha popularizado recientemente en gran parte de Occidente. 

### SigloXX

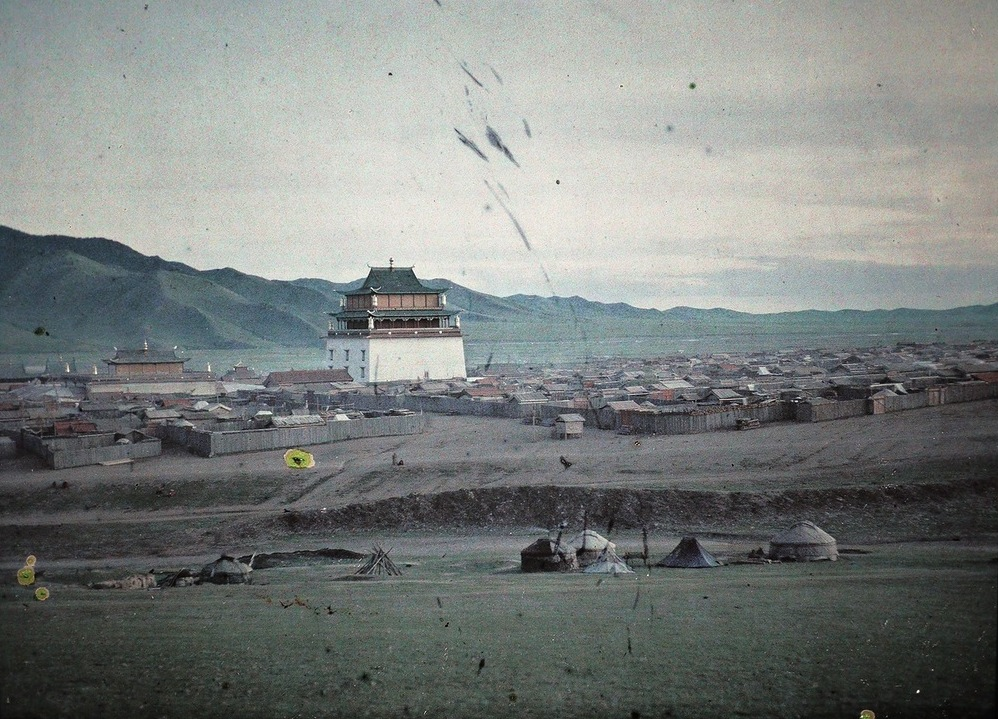
Foto coloreada del monasterio de Gandantegchinlen en 1913, Ulán Bator, Mongolia

En 1912, luego de la caída de la dinastía Qing, el Tíbet se hizo de facto independiente bajo el 13 ° Dalái lama, basado en Lhasa, manteniendo el territorio actual de lo que ahora se llama la Región Autónoma del Tíbet.
Durante la República de China (1912–1949), tuvo lugar el "Movimiento de Renacimiento Budista Tántrico Chino" (en chino: 教 復興 運動), y figuras importantes chinas como Lama Nenghai (海喇嘛, 1886–1967) y maestro Fazun (1902-1980) promovieron el budismo tibetano. Sin embargo, este movimiento fue severamente dañado por la revolución cultural.
Después de la batalla de Chamdo, el Tíbet fue anexado por la República Popular China en 1950. En 1959, el 14.º Dalái lama y un gran número de clérigos huyeron del país para establecerse en la India y otros países vecinos. Los acontecimientos de la revolución cultural (1966–76) vieron a la religión como uno de los principales enemigos políticos del Partido Comunista. Por esto, miles de templos y monasterios en el Tíbet fueron destruidos y muchos monjes y lamas encarcelados. Durante este tiempo, la expresión religiosa privada, así como las tradiciones culturales tibetanas fueron suprimidas. Gran parte del patrimonio textual tibetano y las instituciones tibetanas fueron destruidas, y los monjes y monjas se vieron obligados a abandonar el monacato. Sin embargo, fuera del Tíbet en lugares como Nepal y Bután, hubo un resurgimiento del interés por el budismo tibetano, mientras que la expansión del budismo tibetano en el mundo occidental fue lograda por muchos de los lamas tibetanos que escaparon del Tíbet.
Después de las políticas de liberalización en China durante los 1980s, la religión comenzó a recuperarse y algunos templos y monasterios fueron reconstruidos. El budismo tibetano es ahora una religión influyente entre los chinos educados y también en Taiwán. Sin embargo, el gobierno chino mantiene un control estricto sobre las instituciones budistas tibetanas en la República Popular China. Se mantienen las cuotas sobre el número de monjes y monjas, y sus actividades son supervisadas por el estado.

### SigloXXI

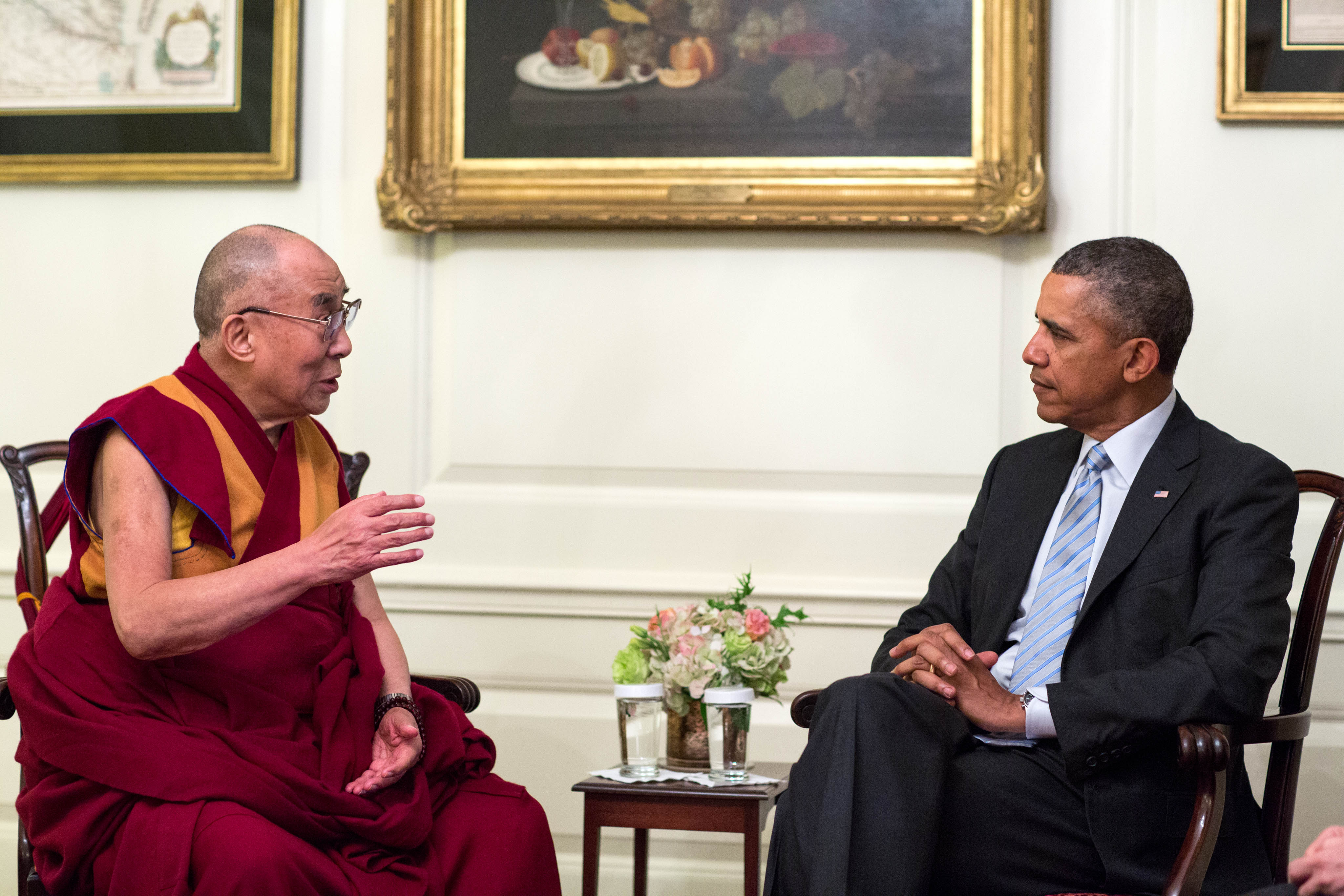
La reunión del Dalái lama Tenzin Gyatso con presidente Barack Obama en 2014. Debido a su popularidad, el Dalái lama se ha convertido en la cara internacional del budismo tibetano.

Hoy en día, el budismo tibetano se adhiere ampliamente en toda la meseta tibetana, Mongolia, el norte de Nepal, Kalmukia, Siberia (Tuvá y Buriatia), y en el noreste de China. 
En Bután, es la religión oficial del estado, teniendo gran incidencia política. Minorías budistas tibetanas abundan entre los pueblos de etnia tibetana de Sikkim y Ladakh, y entre los pueblos mongoles del sur de Rusia, de hecho, el budismo es una de las cuatro grandes religiones de Rusia y casi todos los budistas rusos son budistas tibetanos. 
Aunque en India (particularmente el área de los Himalayas indios) y Nepal habían existido comunidades budistas tibetanas de muchos siglos en el pasado, la llegada de miles de refugiados tibetanos que escapaban de la invasión china aumentó su número. Actualmente, el dalái lama y la más grande comunidad tibetana en el exilio residen en Dharamsala (India). En Bután también hay una gran cantidad de refugiados tibetanos. También se han establecido comunidades religiosas, centros de refugiados y monasterios en el sur de la India.
 

El 14.º Dalái lama es el líder del gobierno tibetano en el exilio que inicialmente fue dominado por la escuela Gelug, sin embargo, según Geoffrey Samuel:
El gobierno de Dharamsala bajo el Dalai Lama ha logrado crear una estructura relativamente inclusiva y democrática. Figuras importantes de las tres escuelas budistas que no son Gelukpa y del Bonpo han sido incluidas en la administración religiosa y las relaciones entre las escuelas ahora en general son muy positivos. Esto es un gran logro, ya que las relaciones entre estos grupos a menudo eran competitivas y estaban llenas de conflictos en el Tíbet antes de 1959, e inicialmente hubo mucha desconfianza mutua. El gobierno del Dalai Lama en Dharamsala también continuado a promover un acuerdo negociado con China en lugar de una lucha armada.

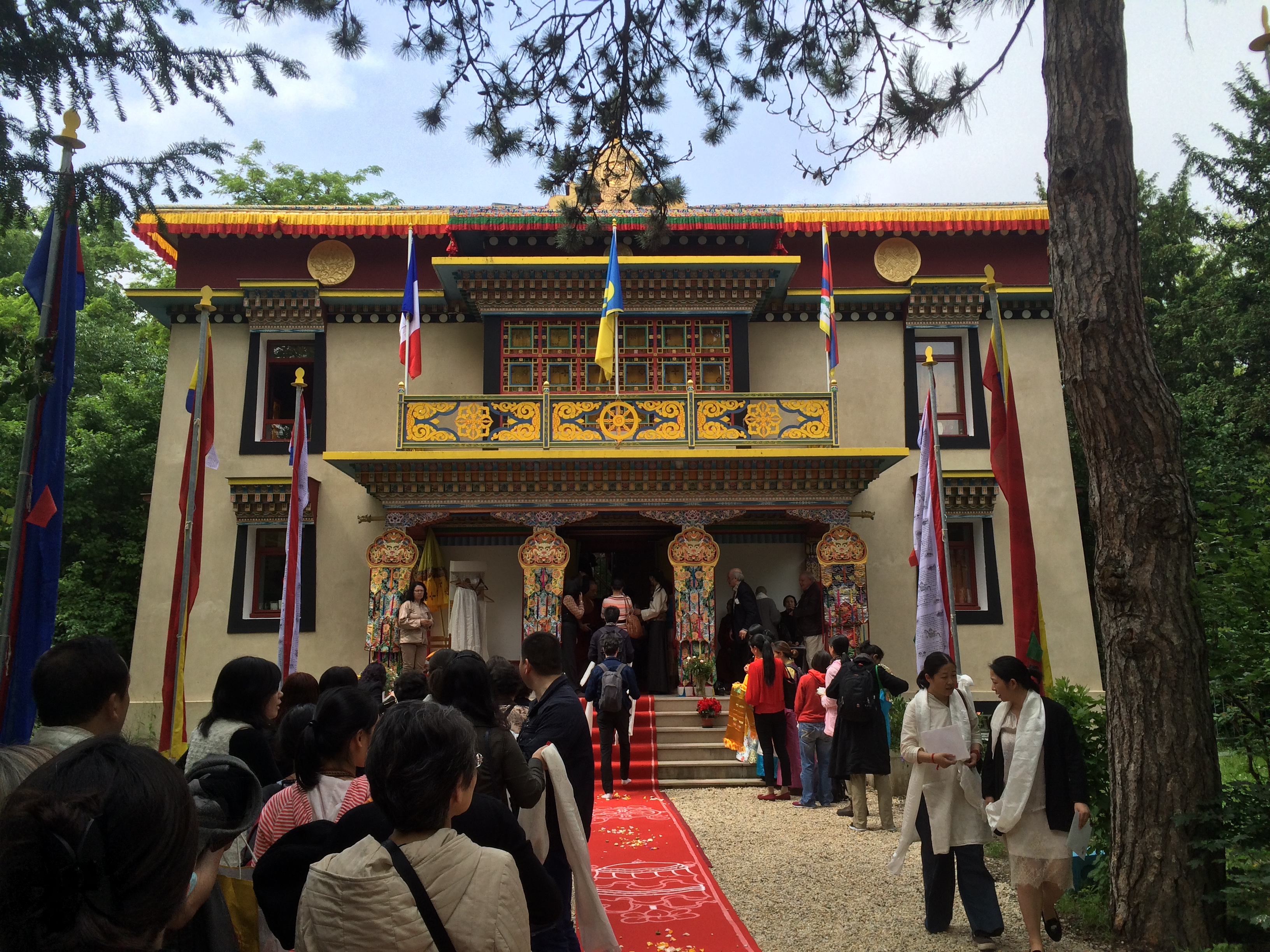
Kagyu-Dzong, un centro budista en París.

A raíz de la diáspora tibetana, el budismo tibetano también ha ganado adherentes en el Occidente y también en todo el mundo. Monasterios y centros budistas tibetanos se establecieron por primera vez en Europa y América del Norte en la década de 1960, y la mayoría ahora cuenta con el apoyo de seguidores no tibetanos. Algunos de estos occidentales aprendieron tibetano, pasaron por extenso entrenamiento en las prácticas tradicionales y fueron reconocidos como lamas.
 

Samuel ve el carácter del budismo tibetano en Occidente como
El de una red nacional o internacional, generalmente centrado alrededor de las enseñanzas de un lama principal. Entre los más grandes están el FPMT, que ya he mencionado, ahora dirigido por Lama Zopa y la reencarnación infantil de Lama Yeshe; la Nueva Kadampa, originándose de un cisma con la FPMT; la red Shambhala, derivada de la organización de Chogyam Trungpa y ahora dirigido por su hijo; y las redes asociadas con Namkhai Norbu Rinpoche (la Comunidad Dzogchen) y Sogyal Rinpoche (Rigpa).
Figuras famosas como Richard Gere, Steven Seagal y Oliver Stone se han convertido al budismo tibetano, mientras que la actriz Uma Thurman es budista lamaísta de nacimiento criada en dicha religión por sus padres.

## Escuelas y linajes

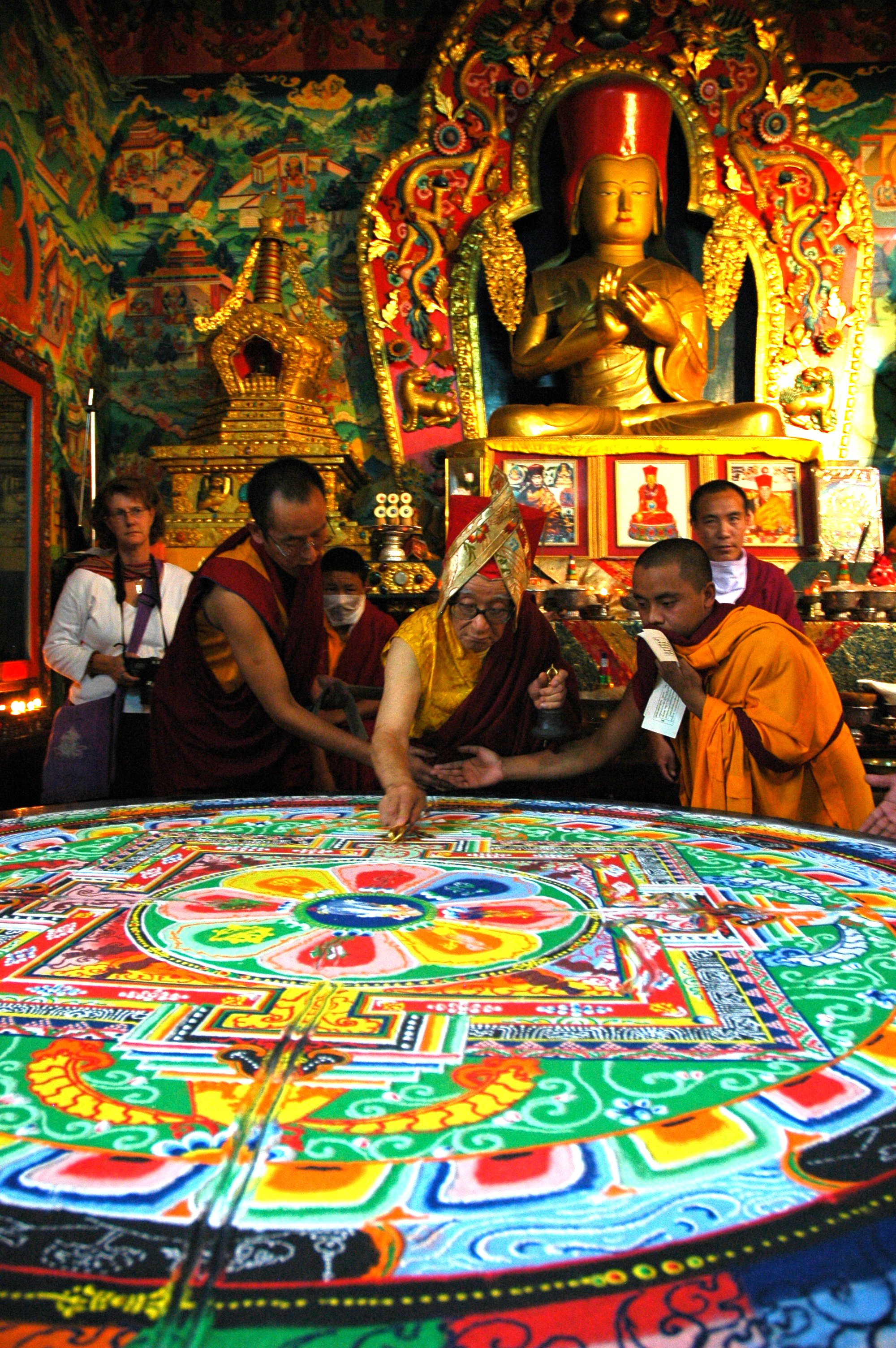
Dagchen Rinpoche cierra el mandala Jevashra de arena coloreada usando un dorje dorado, mientras dos monjes le sostienen el traje. Detrás, arriba, se puede ver una estatua de Sakia Pandit.

### Linajes principales
Jamgon Kongtrul, erudito del movimiento Rime ("no sectario"), en su "Tesoro del Conocimiento", describe los "Ocho linajes principales de práctica" que se transmitieron al Tíbet de India. Su enfoque no tiene que ver con "escuelas" o "sectas", sino que se centra en la transmisión de enseñanzas cruciales de meditación". Ellos son:
1. Las tradiciones Nyingma, asociadas con las primeras figuras de transmisión como Santarakshita, Padmasambhava y el rey Trisong Deutsen y con las enseñanzas de Dzogchen.
2. El Linaje Kadam, asociado con Atisha y su alumno Dromtön (1005–1064).
3. Lamdré, se remonta al mahasidha Virupa, y hoy se conserva en la escuela Sakya.
4. Marpa Kagyu, el linaje que proviene de Marpa, Milarepa y Gampopa, y practica Mahamudra y los Seis Dharmas de Naropa.
5. Shangpa Kagyu, el linaje de Niguma.
6. Shyijé y Chöd que se originan de Padampa Sangyé y Machig Labdrön.
7. Dorje Naljor Druk (la 'práctica de las seis ramas de Vajrayoga') que se deriva del linaje Kalachakra.
8. Dorje sumgyi nyendrup ('Acercamiento y Realización de los Tres Vajras'), desde el mahasidha Orgyenpa Rinchen Pal.

### Escuelas
Hay varias escuelas u órdenes organizadas en el budismo tibetano. Sus doctrinas son muy similares. Se diferencian en enfatizar diferentes prácticas, diferentes deidades, y enfocarse en diferentes textos. Existe algunos desacuerdos sobre la naturaleza de Yogacara y las enseñanzas de la naturaleza búdica (y si estos reflejan verdades convencionales o últimas).
Las principales escuelas son:
- En el siglo VIII surge la escuela Nyingma. Fundada a partir del legado de los primeros introductores del budismo en el Tíbet. El maestro indio Padmasambhava fue el primero que según la tradición tibetana sometió a las deidades de la naturaleza del Tíbet y otras fuerzas. El rey Songtsän Gampo (618-649 CE) hizo el budismo la religión oficial del estado.

- En el siglo IX apareció la tradición Kagyu (tradición oral). Hay varias ramas de esta tradición, todas derivadas de los mahasidas indios Tilopa y Naropa llevadas al Tíbet por Marpa, el maestro de Milarepa. La rama más grande es Dagpo Kagyu, fundada por Gampopa, uno de los discípulos de Milarepa. Consta de cuatro sub-sectas principales: el Karma Kagyu, encabezado por el Karmapa,[136] Tsalpa Kagyu, Barom Kagyu y Pagtru Kagyu. Hay otras ocho sub-sectas menores, todas las cuales tienen su origen en el fundador de Pagtru Kagyu, Phagmo Drupa. Los más notables de estos son los Linajes de Drikung y Drukpa. Es la escuela oficial y mayoritaria en Bután.

- En el siglo XI surgió la escuela Sakia ("tierra gris"), denominada así por su monasterio de origen, fundada por Khön Könchok Gyalpo. Sus principales maestros descienden de los primeros discípulos del el mahasida indio Virūpa y procedían de una familia de las clases dirigentes, los Khön, de la región meridional de Tsang. Su dirigente es el Sakia Trinzin. Un renombrado exponente, Sakya Pandita (1182–1251), fue el bisnieto de Khön Könchok Gyalpo.

- En el siglo XIV y a raíz de la reforma espiritual del Lama Je Tsongkhapa, nació a partir de la Tradición Kadampa la orden de los Gelug o Geluk-pa, llamados los gorros amarillos. Lama Tsongkhapa (1357-1415) fue un renovador de las enseñanzas del gran maestro bengalí del S. XI, Atisha. Je Tsongkhapa hizo todos los esfuerzos posibles para aglutinar un enfoque más ortodoxo y agrupador de las enseñanzas del Tíbet. Su dirigente es el dalái lama. Es mayoritaria en Mongolia y el sur de Rusia.
- Otra escuela recientemente reconocida como una de las tradiciones del budismo vashraiana por el dalái lama es la jonang o jonangpa, que fue fundada en el siglo XIV por Dolpopa, aunque se extiende su linaje hasta el siglo XII con el monje Yumo Mikyo Dorje. En el siglo XVII, por razones políticas, el quinto dalái lama la declaró como herética e hizo convertir a todos sus seguidores a la religión gelugpa. Se creía desaparecida hasta que fueron redescubiertos monasterios en zonas apartadas de la región autónoma del Tíbet, en Sichuan y en Qinghai. Su actual dirigente es Khalkha Jetsun Dampa Rinpoche el Bogd Gegeen de Mongolia.
- La escuela de Bodong es una de las escuelas más pequeñas. Esta tradición fue fundada en 1049 por el maestro de Kadam Mudra Chenpo, quien también estableció el Monasterio Bodong E. Su maestro más famoso fue Bodong Penchen Lénam Gyelchok (1376-1451), autor de más de 350 volúmenes. Esta tradición es conocida por mantener un linaje femenino de tulkus, llamadas "Samding Dorje Phagmo".

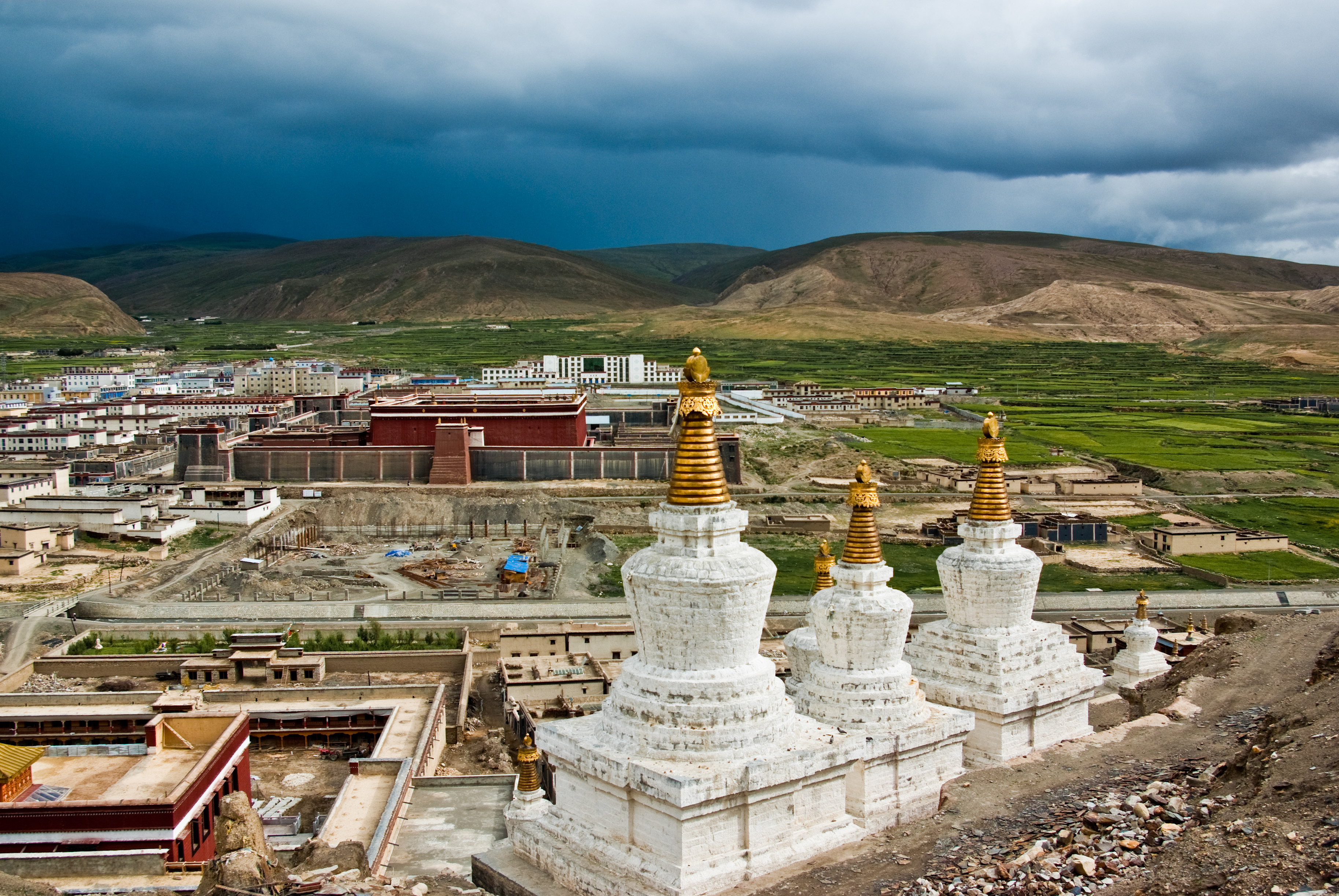
Monasterio Sakya

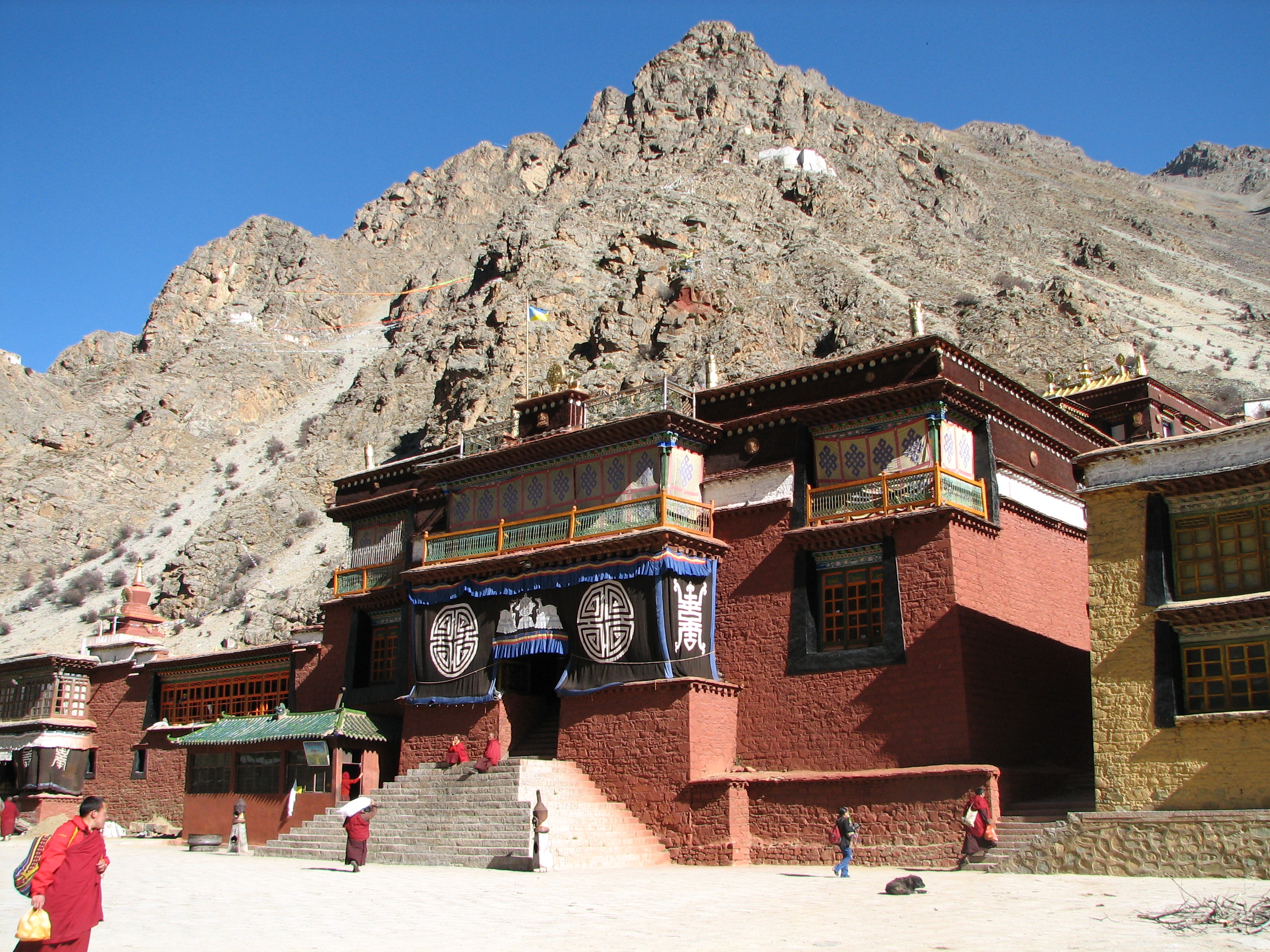
El monasterio Tsurpu del Karma Kagyu en el condado de Tohlung Dechen, cerca de Lhasa, Tíbet

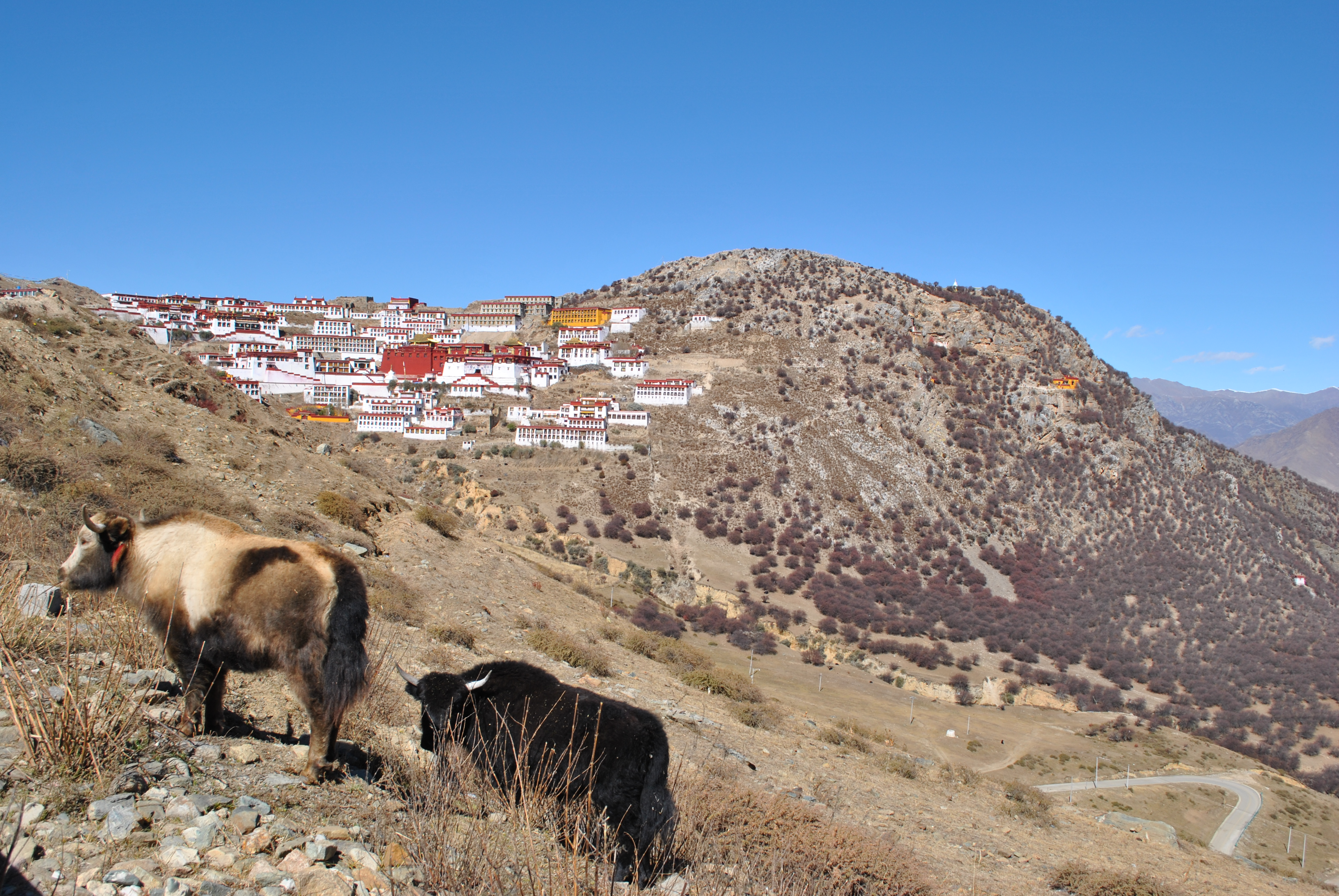
Monasterio Ganden, Tíbet, 2013

Las características de cada escuela principal (con una escuela secundaria influyente, Jonang) son las siguientes:
| Nyingma                                                                                             | Kagyu                                                                                     | Sakya                                                                                     | Gelug                                                                      | Jonang                                            |
| --------------------------------------------------------------------------------------------------- | ----------------------------------------------------------------------------------------- | ----------------------------------------------------------------------------------------- | -------------------------------------------------------------------------- | ------------------------------------------------- |
| Traducción antigua                                                                                  | Nueva traducción                                                                          | Nueva traducción                                                                          | Nueva traducción                                                           | Nueva traducción                                  |
| Desarrollado en el siglo VIII                                                                       | Transmitido por Marpa en el siglo XI. Dagpo Kagyu fue fundada en el siglo XII por Gampopa | Monasterio Sakya fundado en 1073                                                          | Monasterio Ganden fundado en 1409                                          | Siglo XII                                         |
| Sombrero rojo                                                                                       | Sombrero rojo                                                                             | Sombrero rojo                                                                             | Sombrero amarillo                                                          | Sombrero rojo                                     |
| Se centra en el Dzogchen y sus textos.                                                              | Se enfoca en Mahamudra y los Seis Dharmas de Naropa                                       | Favorece el Hevajra Tantra como la base de su sistema Lamdre                              | Se enfocan en las tantras Guhyasamāja Cakrasamvara y Kalacakra             | Se centra en Kalacakra Tantra y Ratnagotravibhāga |
| Las figuras clave del linaje son Śāntarakṣita, Garab Dorje, Vimalamitra, Padmasambhava y Longchenpa | Maitripada, Naropa, Tilopa, Marpa, Milarepa, y Gampopa                                    | Naropa y Ratnākaraśānti, el fundador Drogmi, Khon Konchog Gyalpo, Sakya Pandita y Gorampa | Atisha, su discípulo Dromtön, el fundador Je Tsongkhapa y los Dalai Lamas. | Yumo Mikyo Dorje, Dolpopa y Taranatha             |

El dalái lama también ha reconocido a la religión bon y la llamó en su momento «la quinta escuela del budismo tibetano», si bien formalmente no es budismo, sino una forma de chamanismo autóctono tibetano prebudista. Desde el exilio del dalái lama, las relaciones entre la religión bon y el budismo tibetano han sido en general cordiales. La actual religión bon tiene muchas similitudes doctrinales con el budismo tibetano, si bien muchos académicos consideran que esto se debe al sincretismo, algunos autores budistas aseguran que las similitudes son naturales ya que la religión bon representaría un dharma antiguo, una tradición heterodoxa del budismo o una rama paralela del lamaísmo. La religión bon no es mayoritaria en ninguna región pero es muy practicada entre grupos autóctonos de Tíbet y en regiones himalayas con población de etnia tibetana o familiar, como en Ladakh (India) y Nepal. Su máximo líder es el abad del monasterio Menri, Lungtok Tenpa'i Nyima.
En una geografía difícil en donde los monasterios a veces estaban muy separados y a menudo con escaso contacto frecuente, la escuela gelug supuso históricamente la centralidad oficial del lamaísmo tibetano y de ella parten los esfuerzos y el carácter reformador, mientras que las otras escuelas se han especializado en retener y administrar su propio legado de enseñanzas.
Las escuelas gelug y kagyu son las más extendidas en Occidente. El dalái lama, gobernante del Tíbet, tuvo que exiliarse en 1959 justo antes de la masacre del 10 de marzo (ver Historia del Tíbet). Le siguieron los principales líderes de las diferentes escuelas, como el karmapa (jefe espiritual de la escuela kagyupa de los karma kagyu), Sakia Trizin (jefe espiritual sakiapa) y el líder de la religión bon.
El dalái lama era, hasta hace poco, visto como el dirigente político de todos los tibetanos en el exilio y líder espiritual de los lamaístas en general. No obstante, cada una de las cinco escuelas tradicionales tibetanas han tenido siempre sus propios líderes a los cuales se les asigna también el tratamiento de "Su Santidad" y que tienen autoridad sobre el dalái lama en los asuntos internos de sus tradiciones y se consideraba que el dalái lama tenía solo superioridad en aspectos protocolarios que los otros líderes de escuelas. Con la renuncia del dalái lama a la monarquía en 2011, este pasó a ser solamente líder espiritual. En todo caso las relaciones entre los respectivos líderes de cada una de las escuelas tienden a ser cordiales y de mutuo respeto desde la invasión china y el dalái lama preserva cierta posición de liderazgo por motivos de tradición y herencia cultural.
Cierta polémica surgió cuando el dalái lama con el apoyo de otros líderes de escuelas budistas tibetanas prohibieron el culto al Dorje Shugden. por considerarlo ajeno al budismo y expulsaron a monjes de esta tradición no reconocido. El dalái lama aseguró que se debía a que Dorje Shugde es un demonio o espíritu maligno y su culto no es budista. Los críticos aseguraron que dicha medida atenta contra la libertad religiosa de los budistas tibetanos y que es contradictoria pues el mismo dalái lama en el pasado se ha mostrado muy tolerante con grupos religiosos no budistas como los bonpos e incluso cristianos, musulmanes y personas de otras religiones a las que se les permite participar de eventos budistas. Los defensores afirman que el dalái lama en su calidad de líder religioso tiene pleno derecho a prohibir una práctica o culto que considere contrario a la religión que lidera, de manera similar a como nadie encontraría extraño que el papa católico atribuyera a Satanás el origen de alguna orden católica disidente, y les prohibiera a los católicos practicarla. Tras descubrirse públicamente vínculos financieros y logísticos entre la organización Shugden y el gobierno de China divulgados por Reuters la organización se disolvió y anunció que cesaría de organizar protestas contra el dalái lama.

## Regiones

### Países donde el budismo tibetano es mayoritario
- Bután
- Mongolia

### Regiones donde el budismo tibetano es mayoritario
- Tíbet, oficialmente Región Autónoma de China reclamado por el gobierno tibetano en el exilio como una nación soberana.
- Ladakh, región del Estado de Jammu y Cachemira, India.
- Buriatia, Kalmukia y Tuvá, repúblicas de la Federación Rusa.

### Minorías importantes de practicantes del budismo tibetano
- En Rusia, particularmente en Buriatia, Kalmukia y Tuvá (repúblicas federadas de la Federación Rusa de etnia mongol). El budismo tibetano es la tercera religión más grande y reconocida por el Estado como una de las cuatro religiones tradicionales del país al lado del cristianismo ortodoxo, el islam y el judaísmo (ver religión en Rusia).
- En Nepal, el lamaísmo es la segunda religión más practicada después del hinduismo.
- En India, especialmente las regiones de Sikkim, Himachal Pradesh y Cachemira, el budismo tibetano es una de las principales comunidades religiosas.
- En Mongolia Interior, República Popular de China, el budismo tibetano es la religión predominante de los mongoles, el segundo grupo étnico más importante después de los Han. También es la religión tradicional de diversas minorías étnicas reconocidas como tales por el gobierno chino incluyendo los monba y los manchúes en Machuria.